# Tavel (AOC)
Pour les articles homonymes, voir Tavel.
Le tavel est un vin d'appellation d'origine contrôlée produit sur les communes de Tavel et de Roquemaure, dans le Gard. Les vins de Tavel sont tous des rosés. C'est la seule appellation rhodanienne à ne faire que du vin rosé. Le romancier Honoré de Balzac disait que c'était l'un des rares rosés que l'on puisse avantageusement laisser vieillir.

## Histoire

### Préhistoire et Antiquité
Le site du village actuel fut occupé entre le VIe et le IIe millénaire avant notre ère par des chasseurs-cueilleurs installés sur les pentes du plateau de Vallongue. Les vestiges d'une villa retrouvée à proximité de la cave coopérative atteste de la colonisation romaine du lieu. Les archéologues ont mis au jour des pépins de raisins et des résidus de presse prouvant la vocation viti-vinicole de cette villa.

### Moyen Âge

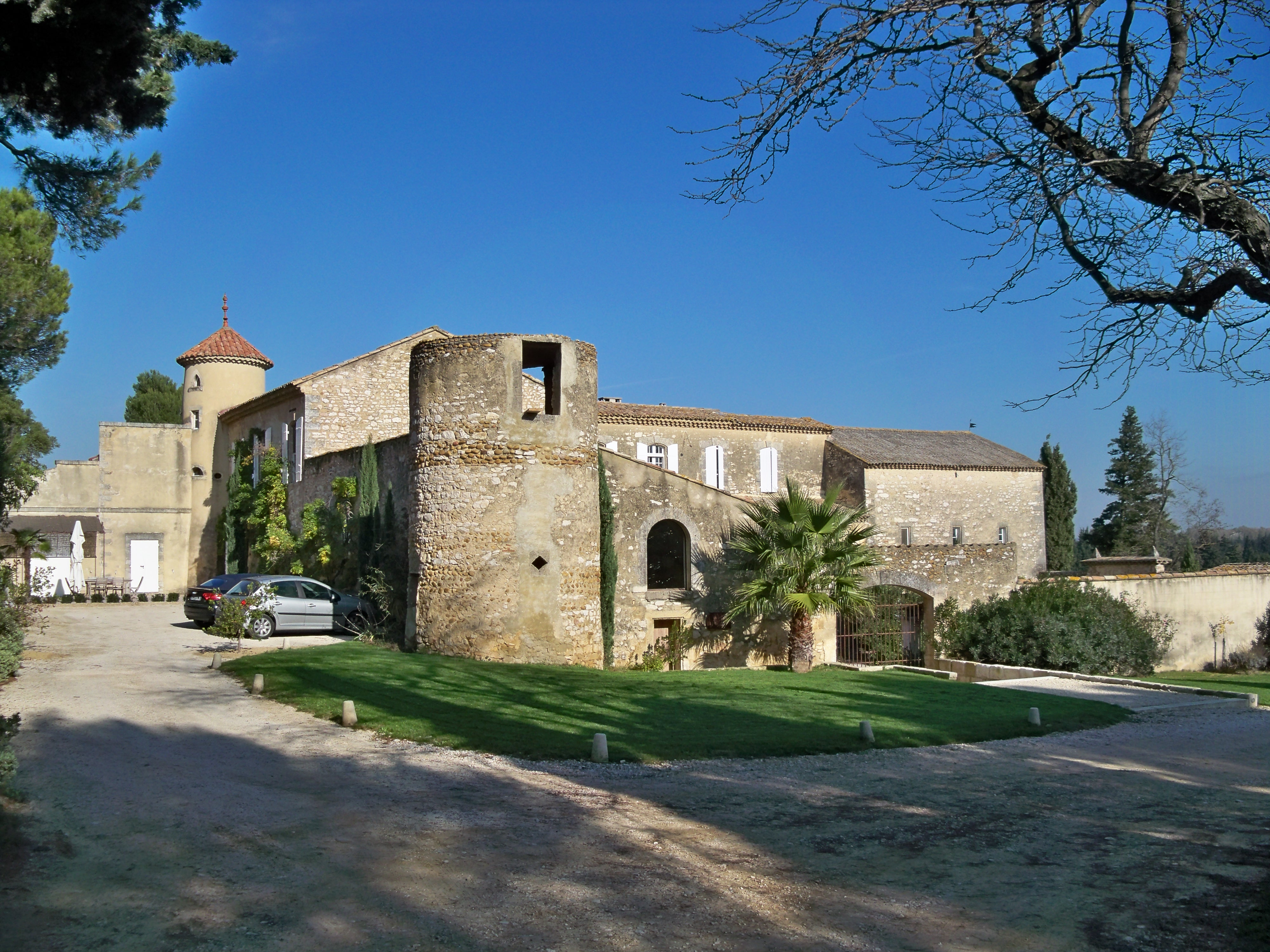
Prieuré de Montézargues

Au XIIe siècle, l’abbaye Saint-André de Villeneuve-lès-Avignon y possédait l’église paroissiale Saint-Pierre, et en percevait les revenus.
Au milieu du XIVe siècle, le pape Innocent VI, qui avait une prédilection particulière pour les vins de la rive droite du Rhône, fit venir pour la table pontificale ceux du prieuré de Montézargues. Ce domaine viticole, qui existe toujours est situé au cœur de l'AOC Tavel.

### Période moderne
Par édit royal le 10 septembre 1737, Tavel fait partie des villages           autorisés à apposer le sigle CDR ou Côte du Rhône sur ses tonneaux.
Un premier édit royal daté du 27 septembre 1729 tenta de donner une identité vinicole à cette petite région. Il fut insuffisant et modifié en 1731 en ces termes :

« Tous les tonneaux de vin destinés pour la vente et transport du cru tant de Roquemaure que des lieux et paroisses voisines et contiguës : Tavel, Lirac, Saint-Laurent-des-Arbres, Saint-Geniès-de-Comolas, Orsan, Chusclan, Codolet et autres qui sont de qualités supérieures seront marqués sur l'un des fonds, étant pleins et non autrement, d'une marque de feu qui contiendra les trois lettres C D R signifiant Côte du Rhône avec le millésime de l'année. »

### Période contemporaine

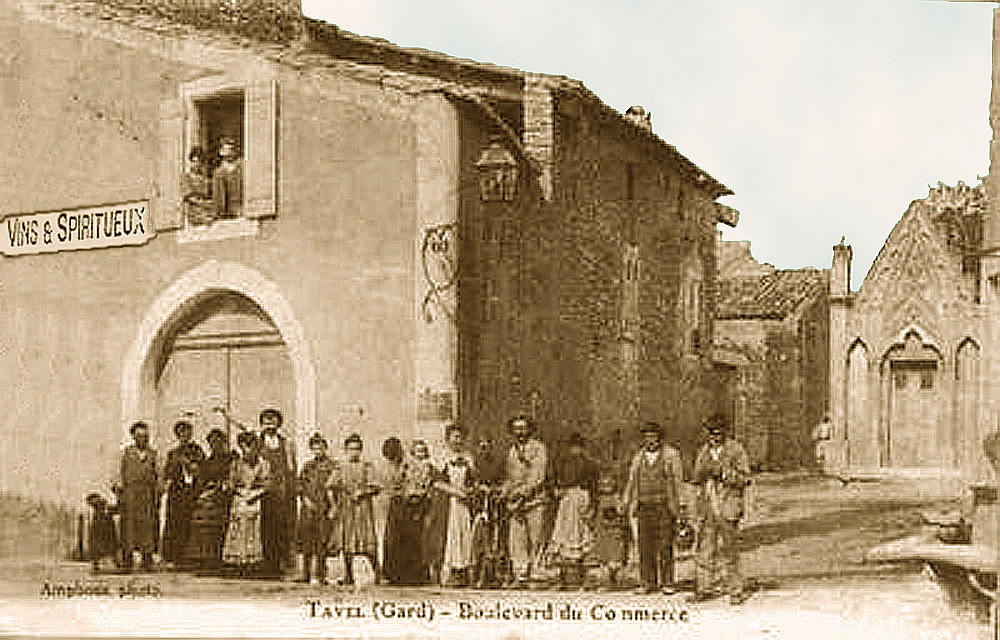
Entrepôt de vins et spiritueux à Tavel au début du XXe siècle.

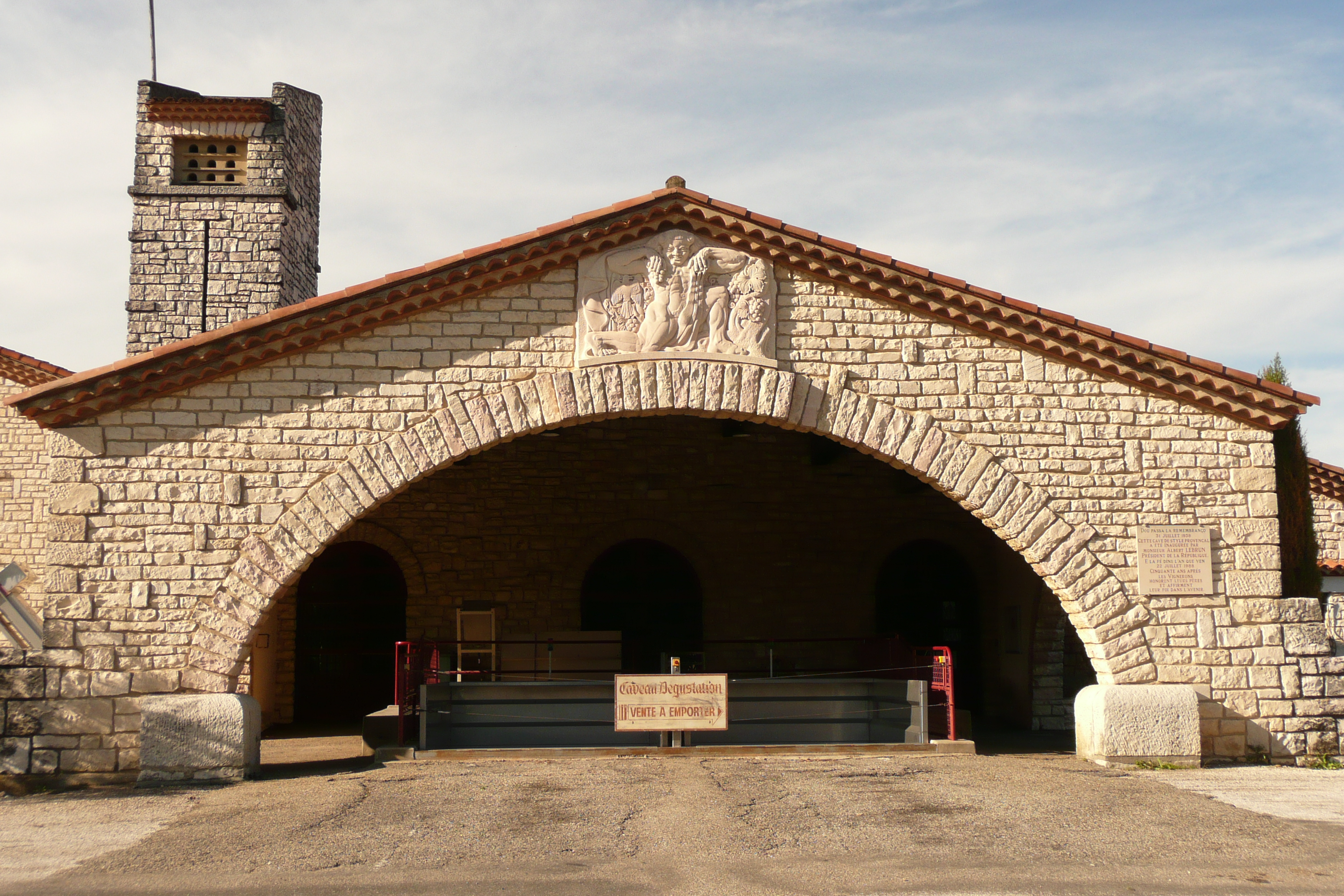
La cave des vignerons inaugurée par le président Lebrun.

En 1902, les producteurs de vins de Tavel formèrent un syndicat de propriétaires-viticulteurs. Son premier président fut Émile Tourtin, du prieuré de Montézargues, un ancien photographe reconverti depuis peu dans la viticulture,,. Pour faire connaître et apprécier leurs vins rosés, les membres participèrent à différentes expositions nationales et internationales dont celles de Lyon, Marseille, Strasbourg et Liège.
En 1927, au cours du mois de novembre et à l'incitation du baron Pierre Le Roy de Boiseaumarié, Aimé Roudil, président du syndicat, et quarante producteurs de Tavel engagèrent une action en justice auprès du tribunal civil du Gard afin de définir l'aire de production. Le jugement fut rendu le 28 janvier 1928 mais il fallut attendre le 17 mai 1936 pour la parution au Journal officiel du décret de reconnaissance comme AOC et sa confirmation par le décret du 19 novembre 1937. Celui-ci a été modifié en 1968, 1987, 1988, 1990, 1996, en octobre 2009, en novembre 2011 et en avril 2017.

### Étymologie
- de Tavellis, 1294, Tavelli, 1384, Tavels, 1550.

## Vignoble
L'aire d'appellation se situe dans la partie française de la vallée du Rhône, dans le département du Gard, sur la commune de Tavel. Un seul domaine, sur la commune de Roquemaure, y est rattaché. Il s'agit d'une des appellations des côtes du Rhône méridionales, limitrophe de l'aire produisant le lirac (au nord).

### Orographie

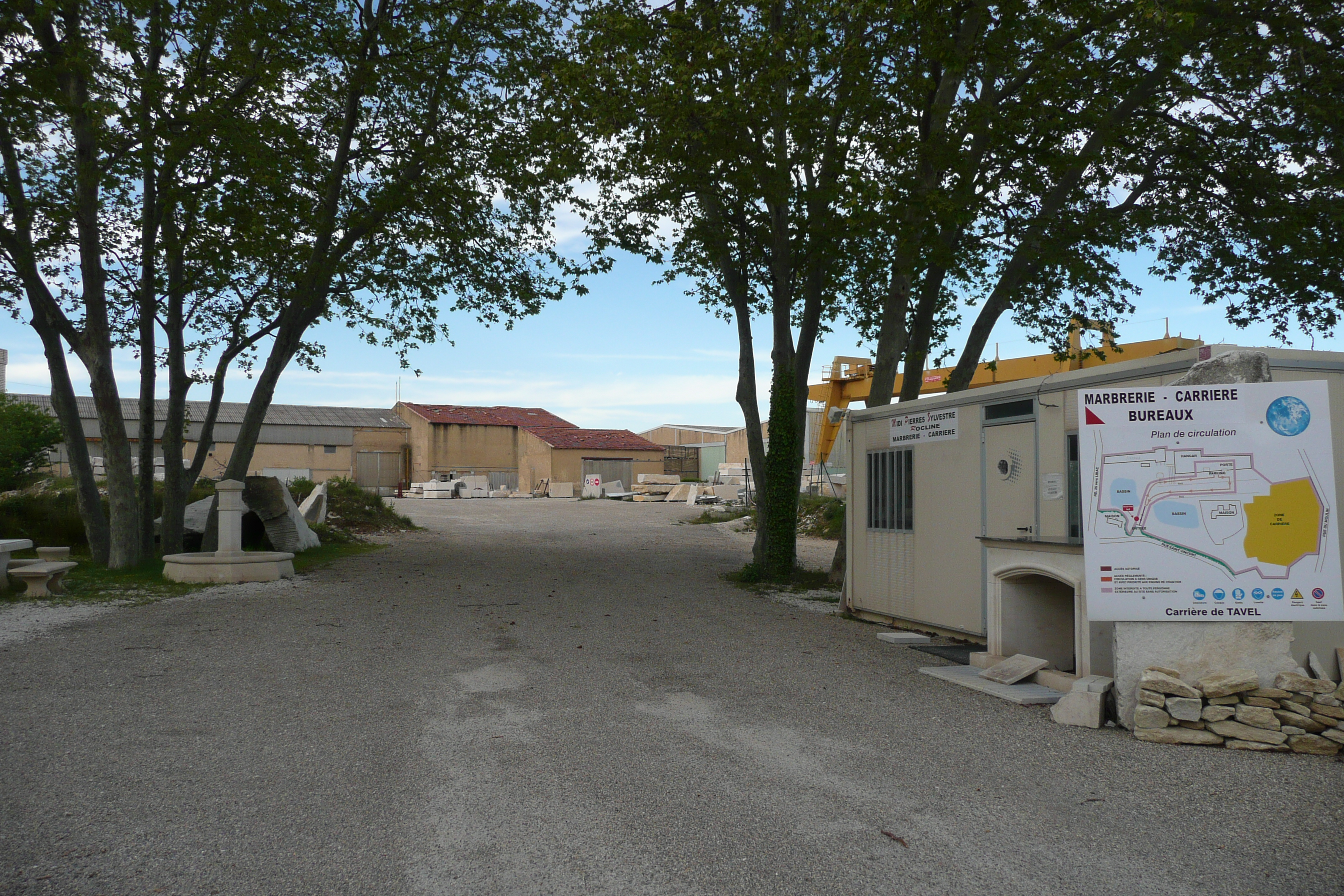
La carrière de Tavel.

L'orographie de Tavel est tributaire d'une partie du massif des garrigues du Gard. Celui-ci s'étend sur 20 kilomètres entre Uzès et Tavel pour une dizaine de kilomètres de largeur. Son altitude varie autour de 250 mètres d'altitude, dominant la plaine de 150 mètres.
Ce massif date de 110 millions d'années avant notre ère. Il s'est formé à la fin de l'ère secondaire, au cours de la période du Crétacé. La zone était couverte par une mer chaude où se forma une immense barrière de corail qui forme aujourd'hui les collines calcaires de Tavel et Lirac. La pierre de Tavel est extraite de ce calcaire dur contenant des fossiles d'ammonites.
La carrière d'extraction se situe sur la route de Lirac dans une dépression calcaire dominée au nord par le plateau calcaire de la Montagne et au sud par le plateau calcaire de la Forêt de Tavel-Rochefort.

### Géologie
Le terroir viticole de Tavel est composé de quatre zones distinctes. Une zone alluvionnaire générée par le Rhône qui se retrouve sur les coteaux des AOC Lirac et Tavel sous la forme d'alluvions anciennes recouvrant les basses et moyennes terrasses. Une zone sableuse datant du pliocène moyen, dont les sables se retrouvent entre Tavel et Roquemaure. Une zone de calcaires marneux déposés au cours du barrémien inférieur qui forment le massif de Villeneuve les Avignon, Les Angles et Tavel. Enfin une zone de calcaire du Barrémien supérieur à faciès urgonien qui compose le massif de Tavel-Rochefort du Gard. Ce sont essentiellement des calcaires cristallins (argileux et récifaux) et des calcaires graveleux (calcaires détritiques).

### Climatologie
Le climat de cette aire d'appellation est soumis à un rythme à quatre temps : deux saisons sèches (une brève en hiver, une très longue et accentuée en été), deux saisons pluvieuses, en automne (pluies abondantes et brutales) et au printemps. Sa spécificité est son climat méditerranéen qui constitue un atout exceptionnel :
- Le mistral assainit le vignoble,
- La saisonnalité des pluies est très marquée,
- Les températures sont très chaudes pendant l'été.

Les étés sont chauds et secs, liés à la remontée des anticyclones subtropicaux, entrecoupés d’épisodes orageux parfois violents. Les hivers sont doux. Les précipitations sont peu fréquentes et la neige rare.
La station météorologique de Pujaut (sur l'aérodrome d'Avignon-Pujaut à 44 mètres d'altitude : 43° 59′ 54″ N, 4° 45′ 34″ E) est à 5 kilomètres à l'est de l'aire d'appellation.
| Mois                              | jan. | fév. | mars | avril | mai  | juin | jui. | août | sep. | oct. | nov. | déc. | année |
| --------------------------------- | ---- | ---- | ---- | ----- | ---- | ---- | ---- | ---- | ---- | ---- | ---- | ---- | ----- |
| Température minimale moyenne (°C) | 2    | 2,2  | 4,7  | 7,1   | 10,8 | 14,7 | 17   | 16,7 | 13   | 10,1 | 5,7  | 2,7  | 8,9   |
| Température moyenne (°C)          | 6,3  | 7,2  | 10,6 | 13,2  | 17,2 | 21,3 | 23,9 | 23,6 | 19,3 | 15,3 | 10,1 | 6,8  | 14,6  |
| Température maximale moyenne (°C) | 10,5 | 12,2 | 16,4 | 19,4  | 23,6 | 28   | 30,8 | 30,6 | 25,5 | 20,6 | 14,4 | 10,9 | 20,2  |
| Nombre de jours avec gel          | 10,2 | 8,7  | 4,3  | 0,9   | 0    | 0    | 0    | 0    | 0    | 0,3  | 3,1  | 8,1  | 35,6  |
| Précipitations (mm)               | 53,3 | 35,3 | 38,2 | 60,8  | 51,9 | 39,4 | 31,4 | 36,9 | 93,2 | 88,2 | 95,9 | 48,3 | 672,8 |

Selon Météo-France, le nombre par an de jours de pluies supérieures à 2,5 litres par mètre carré est à Avignon de 45 et la quantité d'eau, pluie et neige confondues, est de 660 litres par mètre carré. Les températures moyennes oscillent entre 0 et 30° selon la saison. Le record de température depuis l'existence de la station de l'INRA est de 40,5 °C lors de la canicule européenne de 2003 le 5 août (et 39,8 °C le 18 août 2009) et −12,8 °C le 5 janvier 1985. Les relevés météorologiques ont lieu à l'Agroparc d'Avignon.
Le mistral
Le vent principal est le mistral, dont la vitesse peut aller au-delà des 110 km/h. Il souffle entre 120 et 160 jours par an, avec une vitesse de 90 km/h par rafale en moyenne. Le tableau suivant indique les différentes vitesse du mistral enregistrées par les stations d'Orange et Carpentras-Serres dans le sud de la vallée du Rhône et à sa fréquence au cours de l'année 2006. La normale correspond à la moyenne des 53 dernières années pour les relevés météorologiques d'Orange et à celle des 42 dernières pour Carpentras.
| Mistral.                                             | Jan.    | Fev.    | Mars.    | Avril.  | Mai     | Juin     | Juil.   | Août    | Sept.   | Oct.    | Nov.    | Dec.     |
| ---------------------------------------------------- | ------- | ------- | -------- | ------- | ------- | -------- | ------- | ------- | ------- | ------- | ------- | -------- |
| Vitesse maximale relevée sur le mois                 | 96 km/h | 97 km/h | 112 km/h | 97 km/h | 94 km/h | 100 km/h | 90 km/h | 90 km/h | 90 km/h | 87 km/h | 91 km/h | 118 km/h |
| Tendance : jours avec une vitesse > 16 m/s (58 km/h) | --      | +++     | ---      | ++++    | ++++    | =        | =       | ++++    | +       | ---     | =       | ++       |

### Encépagement
Les cépages admis dans l'AOC sont : grenache N, grenache B, cinsault N, syrah N, clairette B et clairette rose Rs, piquepoul blanc B, calitor N, bourboulenc B, mourvèdre et carignan N.

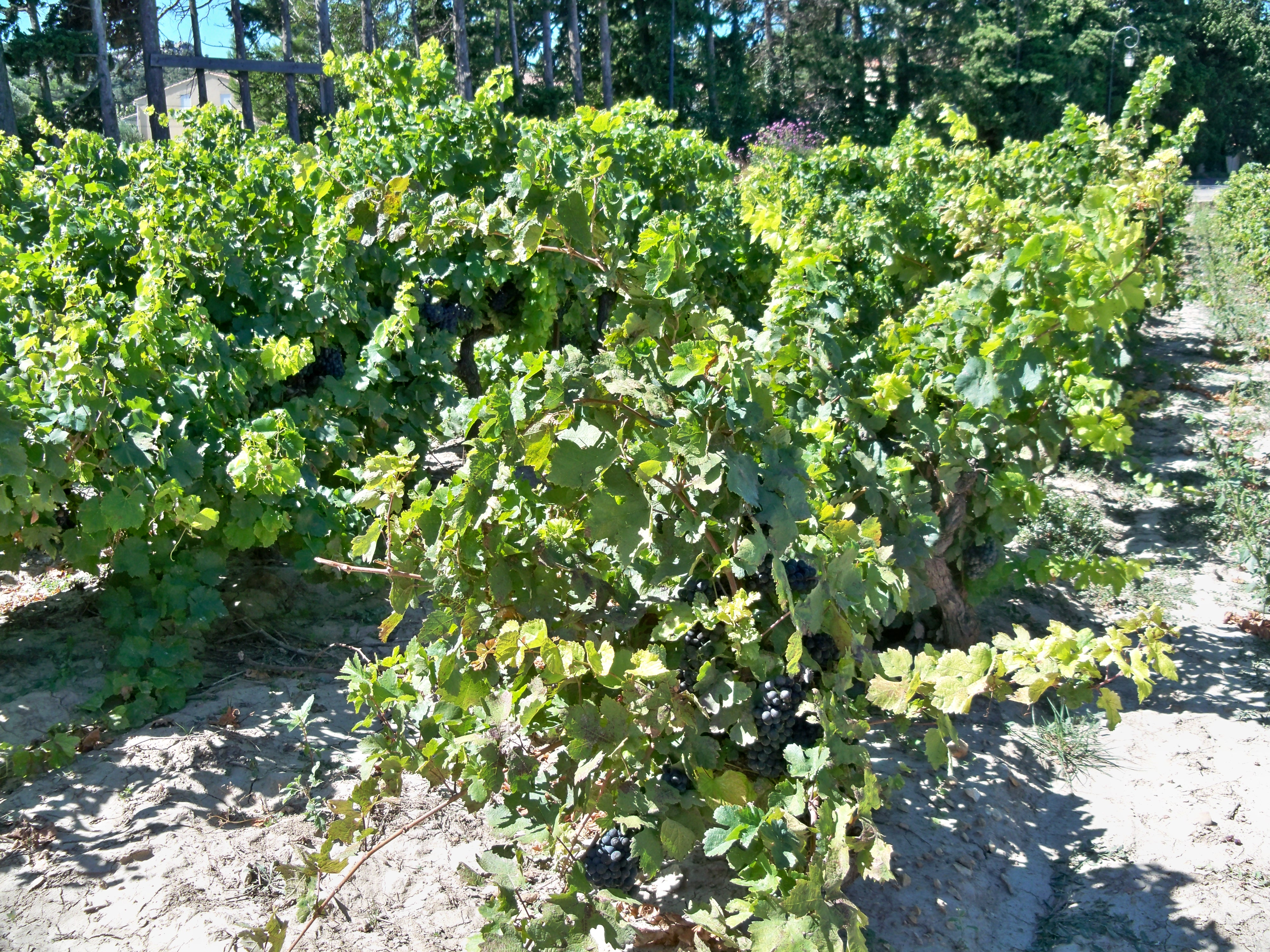
Carignan à Tavel
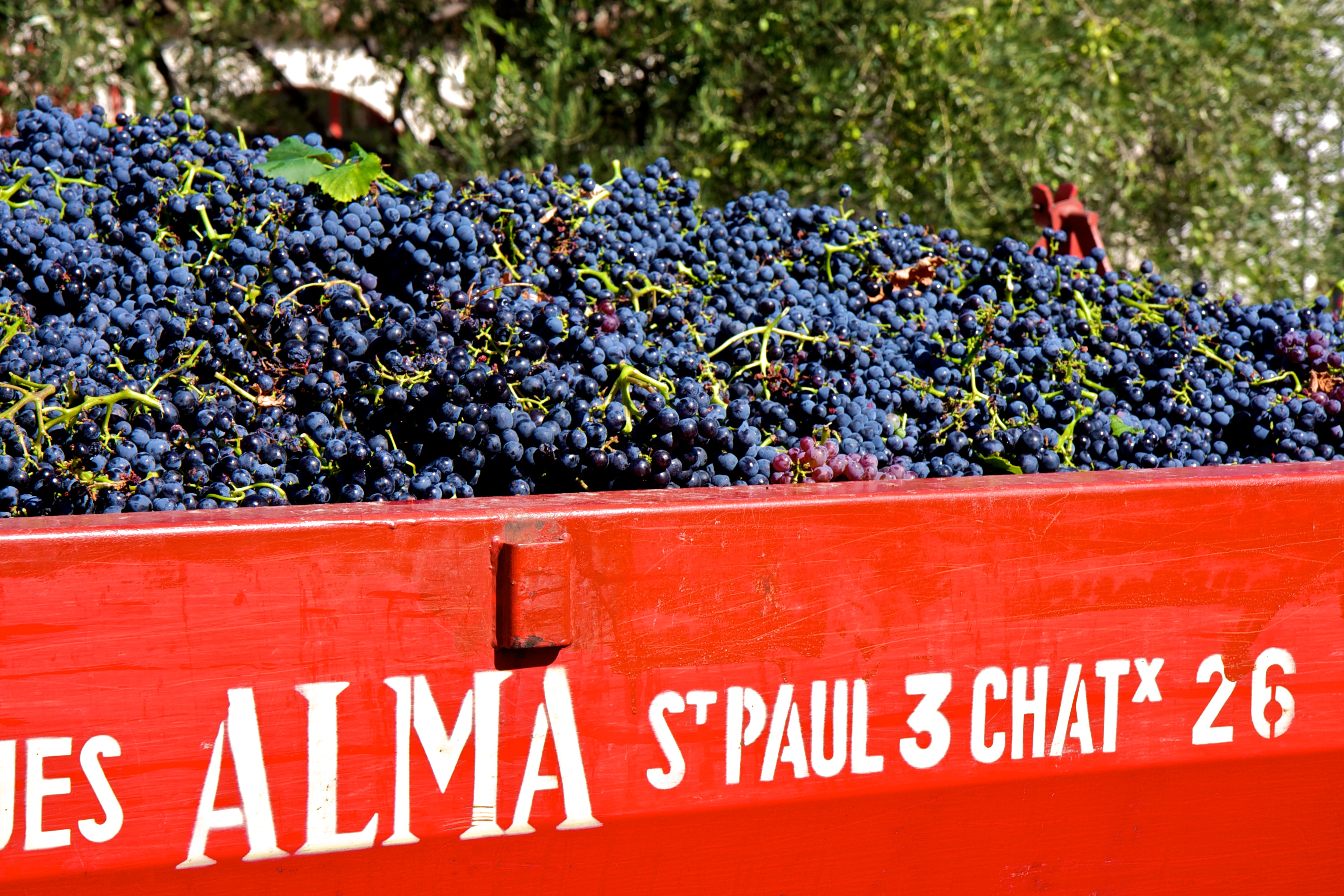
Vendange de grenache
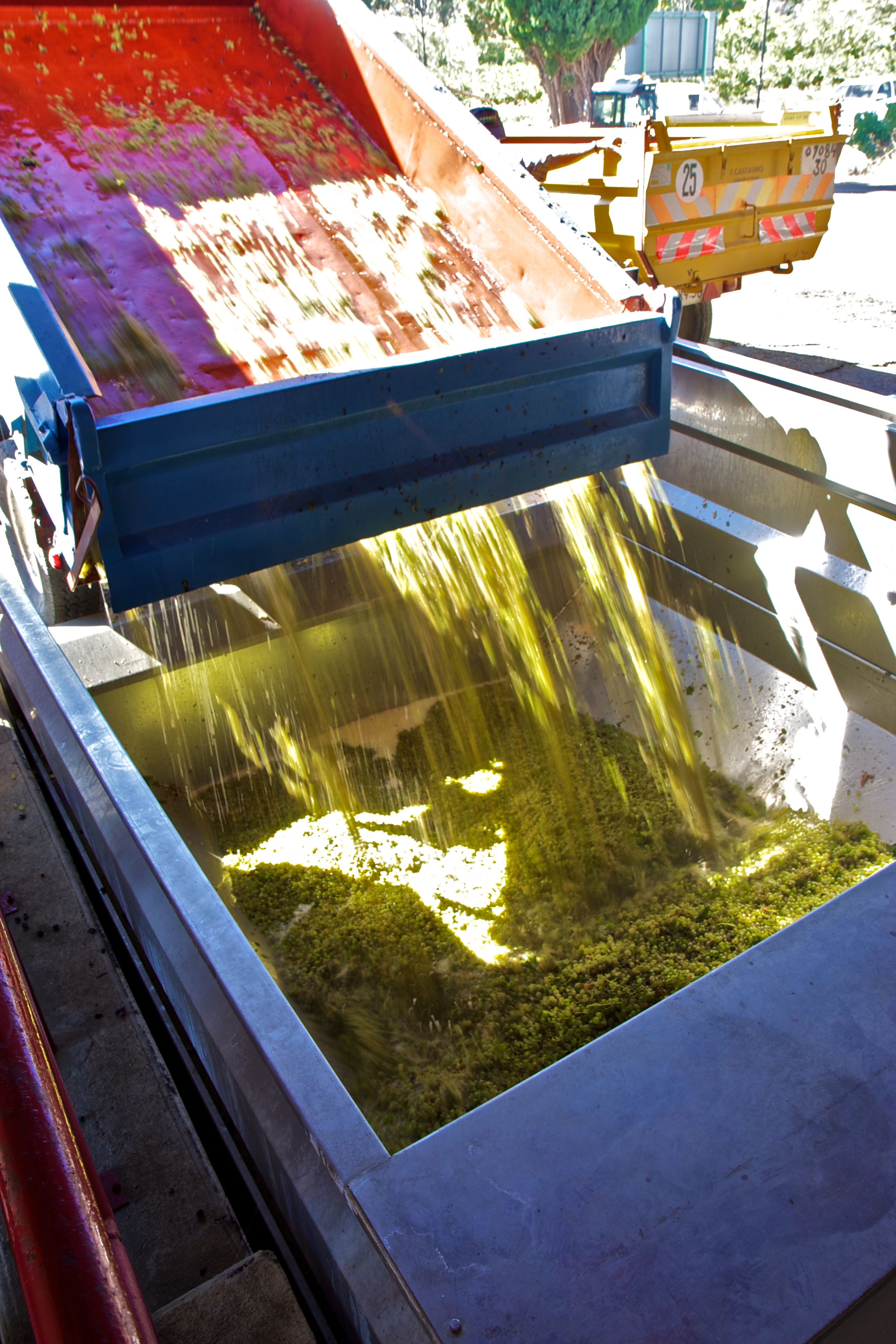
Vendange de cépages blancs
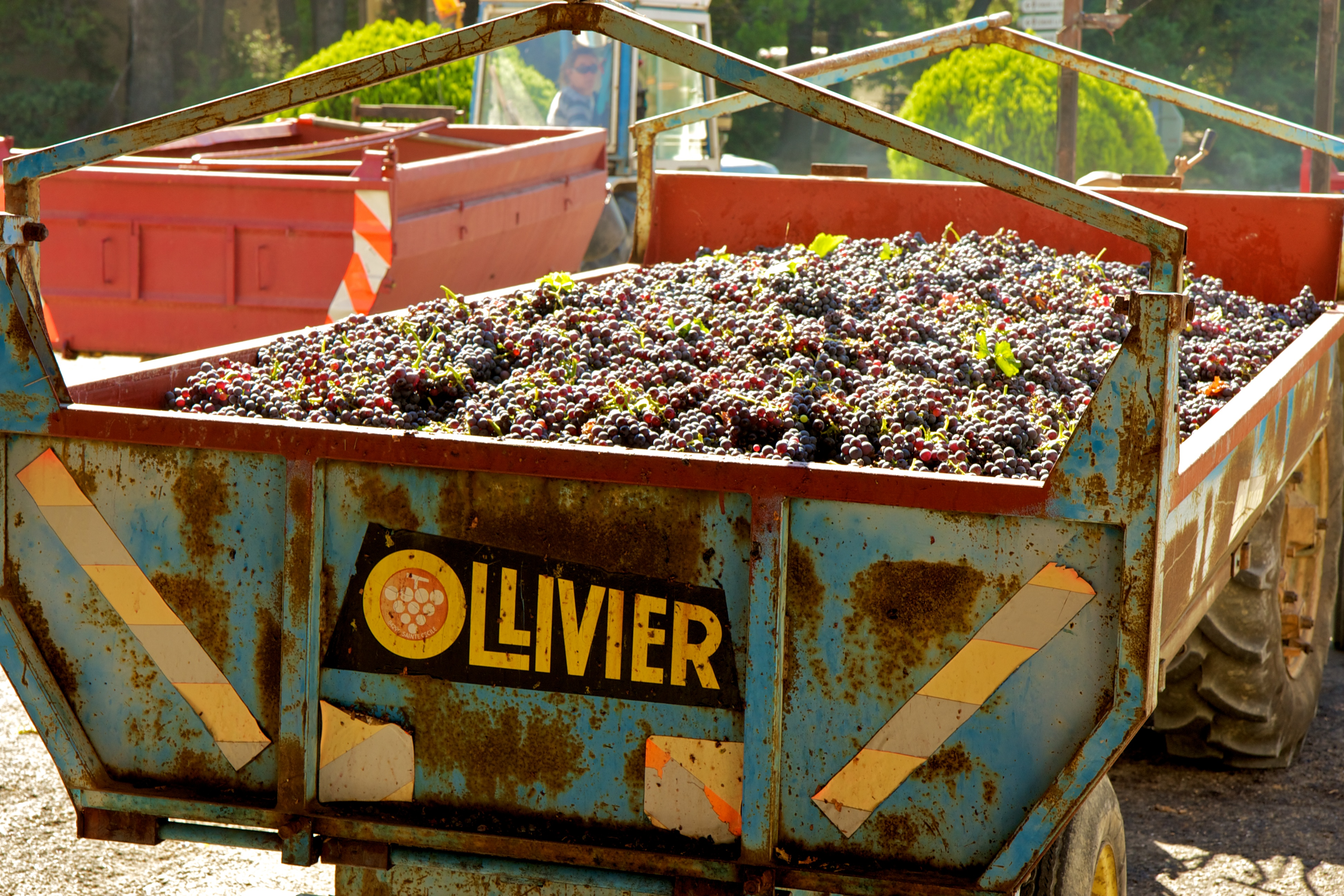
Vendange de cinsault
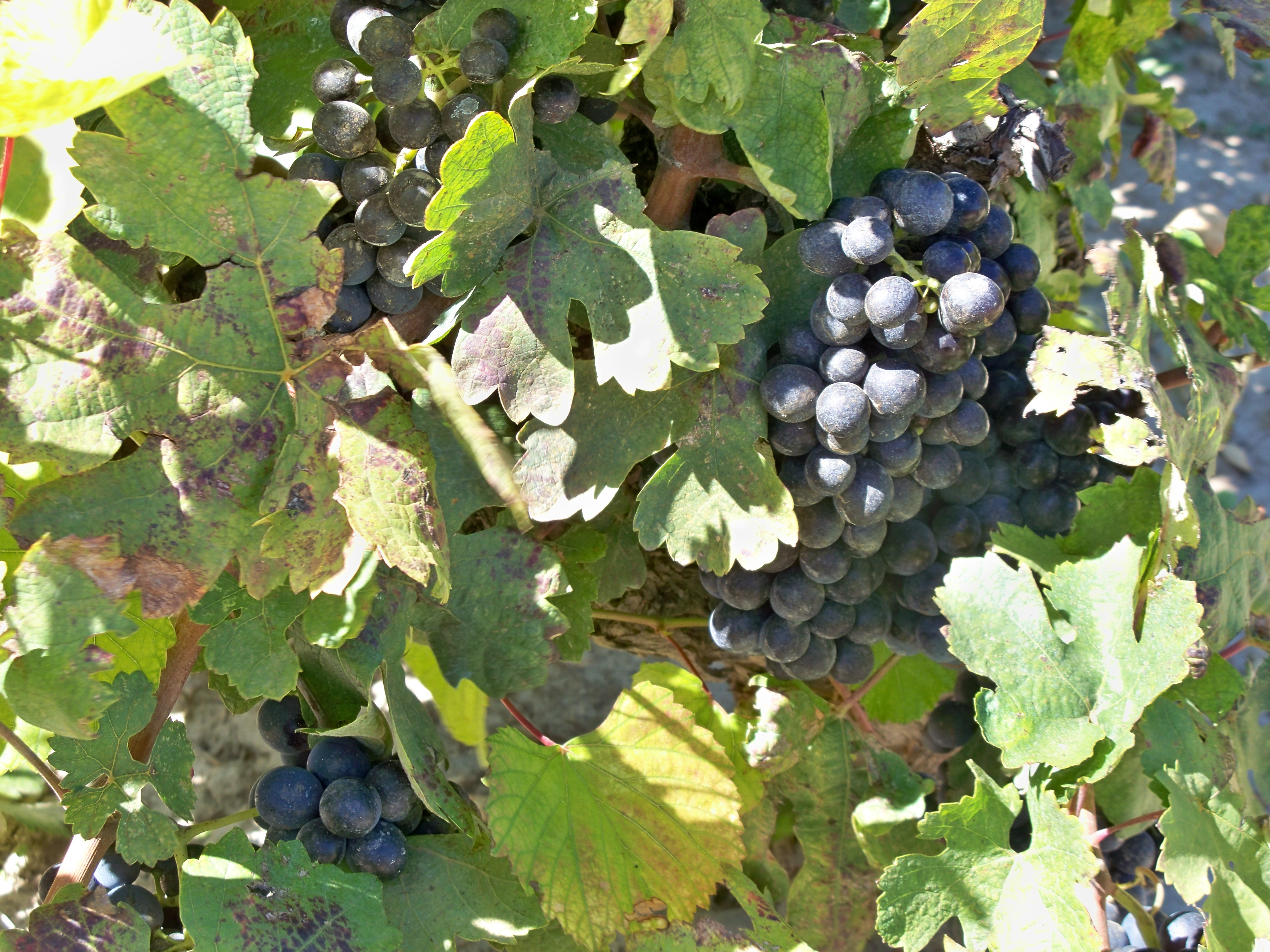
Syrah à Tavel

### Méthodes culturales
Pour respecter leur cahier des charges, les producteurs de l'AOC doivent avoir une densité de plantation de 4 000 pieds par hectare (3 500 pour la taille en gobelet traditionnel), avec un espacement de 2,25 mètres au maximum entre les rangées de vigne. La taille de la vigne doit être courte en gobelet ou cordon afin que le rendement soit de 46 hectolitres à l'hectare. Il ne devra pas dépasser 50 hL/ha.

## Vins
Les données de production des années récentes, telles que publiées par les Douanes, sont :
| Année | Superficie (ha) | Production (hl) | Rendement (hl/ha) |
| ----- | --------------- | --------------- | ----------------- |
| 2020  | 906             | 31 161          | 34                |
| 2021  | 894             | 36 272          | 41                |
| 2022  | 880             | 28 276          | 32                |
| 2023  | 837             | 31 755          | 38                |
| 2024  | 770             | 20 022          | 26                |

### Vinification et élevage

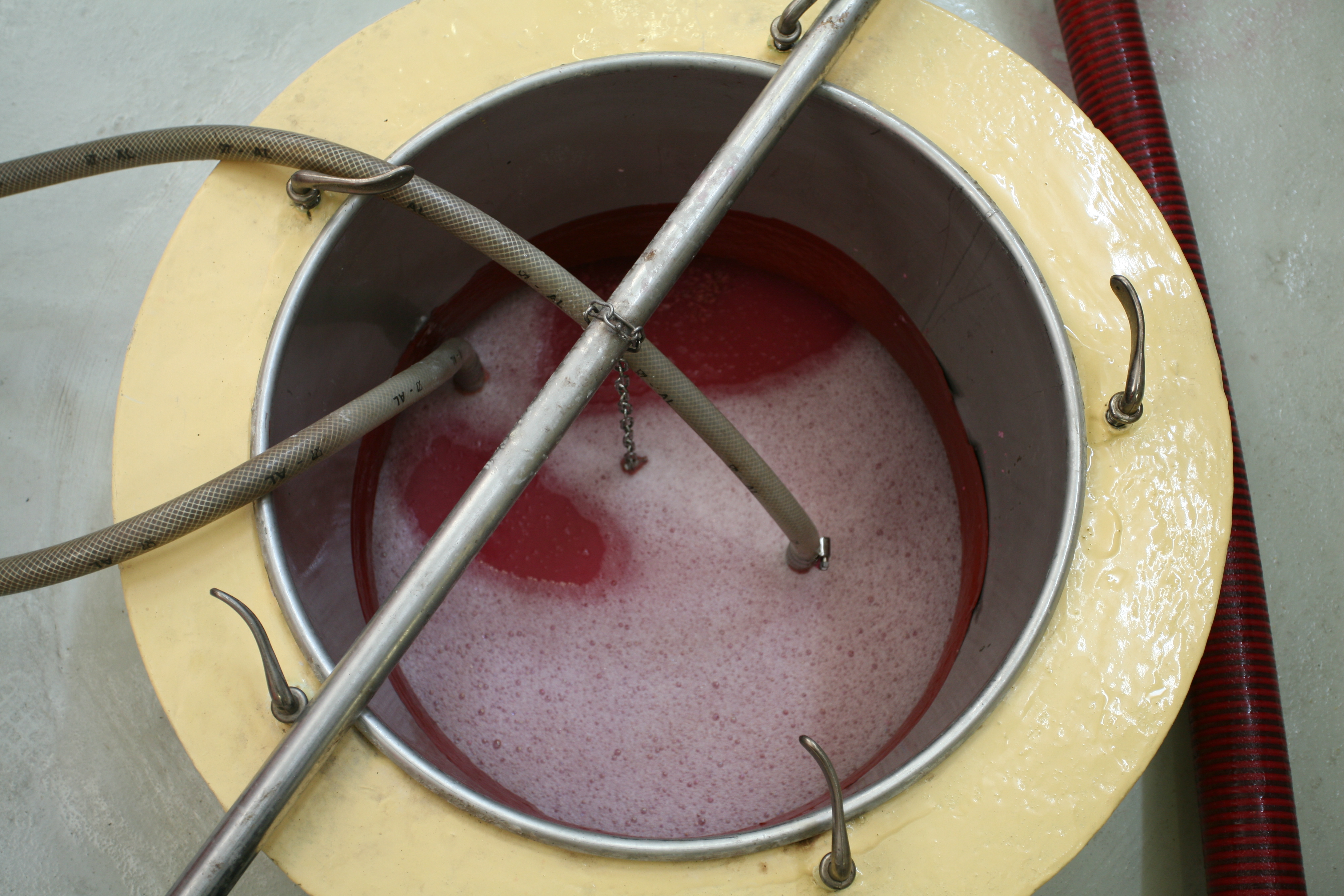
Vinification en rosé

Les vins sont uniquement vinifiés en rosé. Cette vinification est majoritairement réalisée par saignée, le jus de goutte s'écoulant sous le poids de la vendange, elle se poursuit par un assemblage dans lequel le grenache noir reste majoritaire. Le cinsault apporte ici toute son expression ainsi que les autres cépages dont la syrah et le mourvèdre.

### Gastronomie

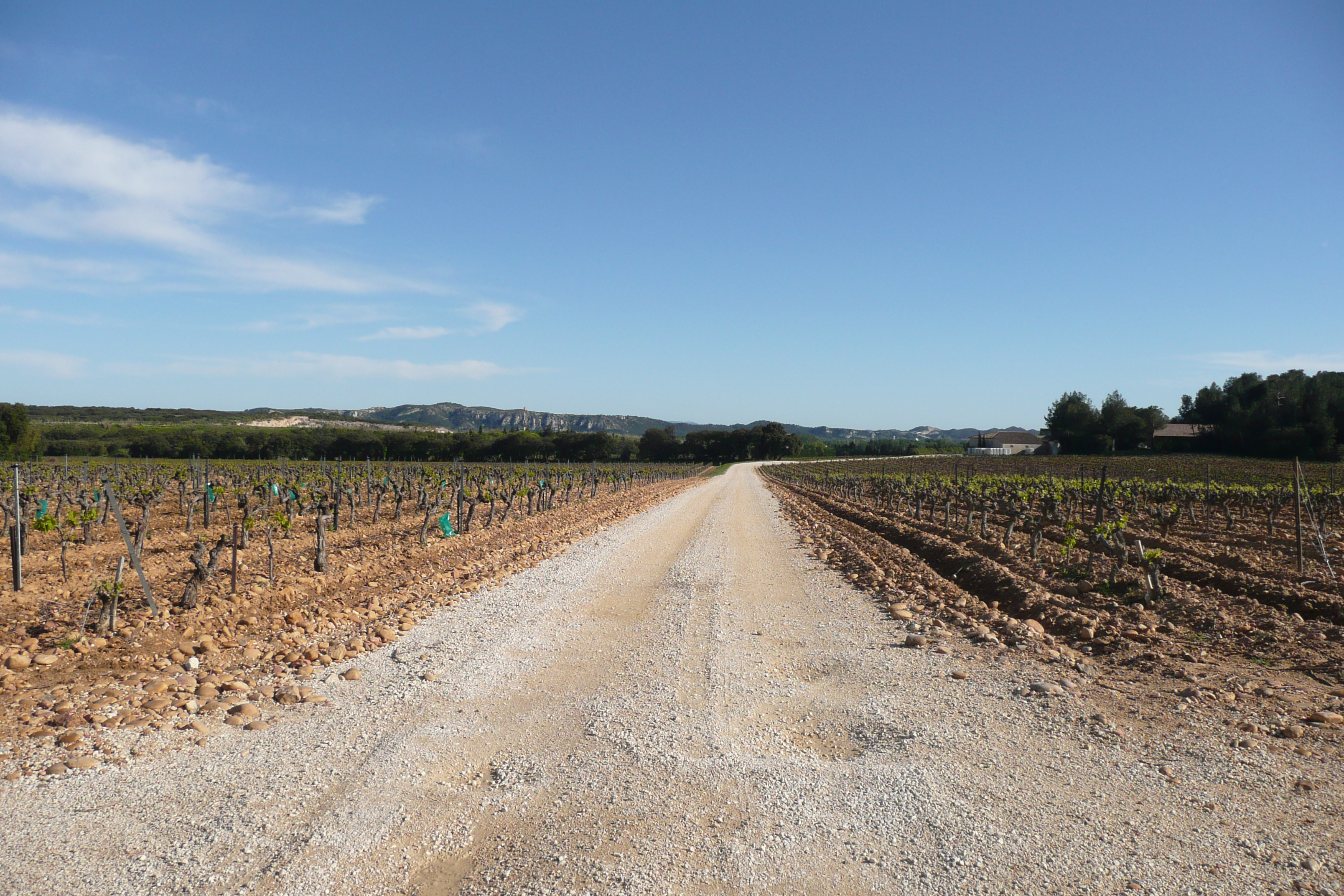
Galets, sable et argile rouge du terroir de Tavel

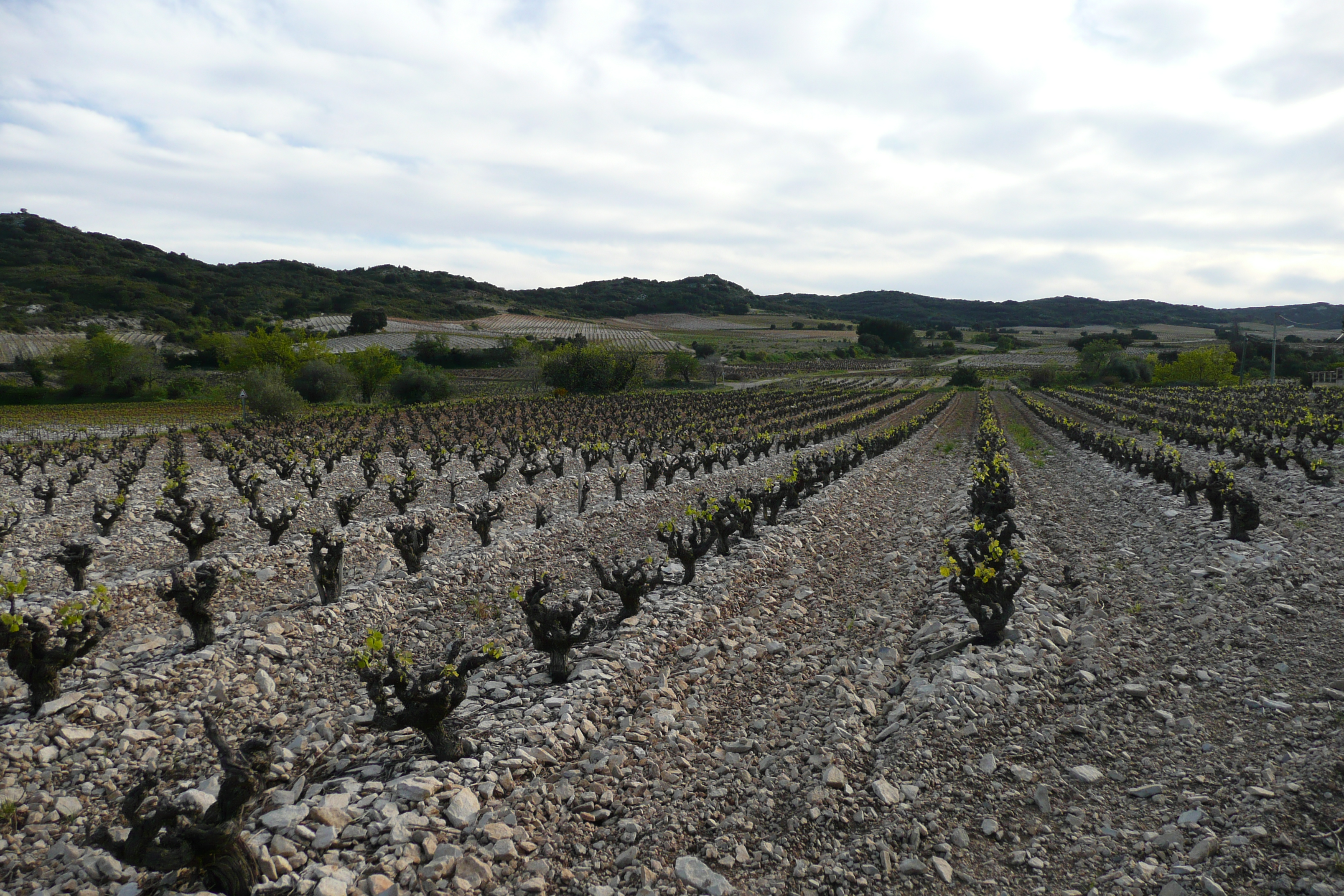
Galets roulés et cailloutis calcaires du terroir de Tavel

Dans ce terroir composé d'argile rouge, de galets quartziques, de sables fluviatiques, de galets encroûtés, de cailloutis calcaires et de marnes grises, les vins acquièrent une personnalité différente tout en gardant une typicité liée aux cépages et au climat. 
La robe rosée de ces vins peut se décliner du saumoné au rose soutenu des akènes de cynorrhodon. Leur nez, aux nuances complexes de fruits rouges, évolue vers des notes moelleuses de fruits à noyau et d’amandes, tandis que leur bouche ample et d’une belle rondeur révèle une grande puissance aromatique soutenue par des touches épicées.

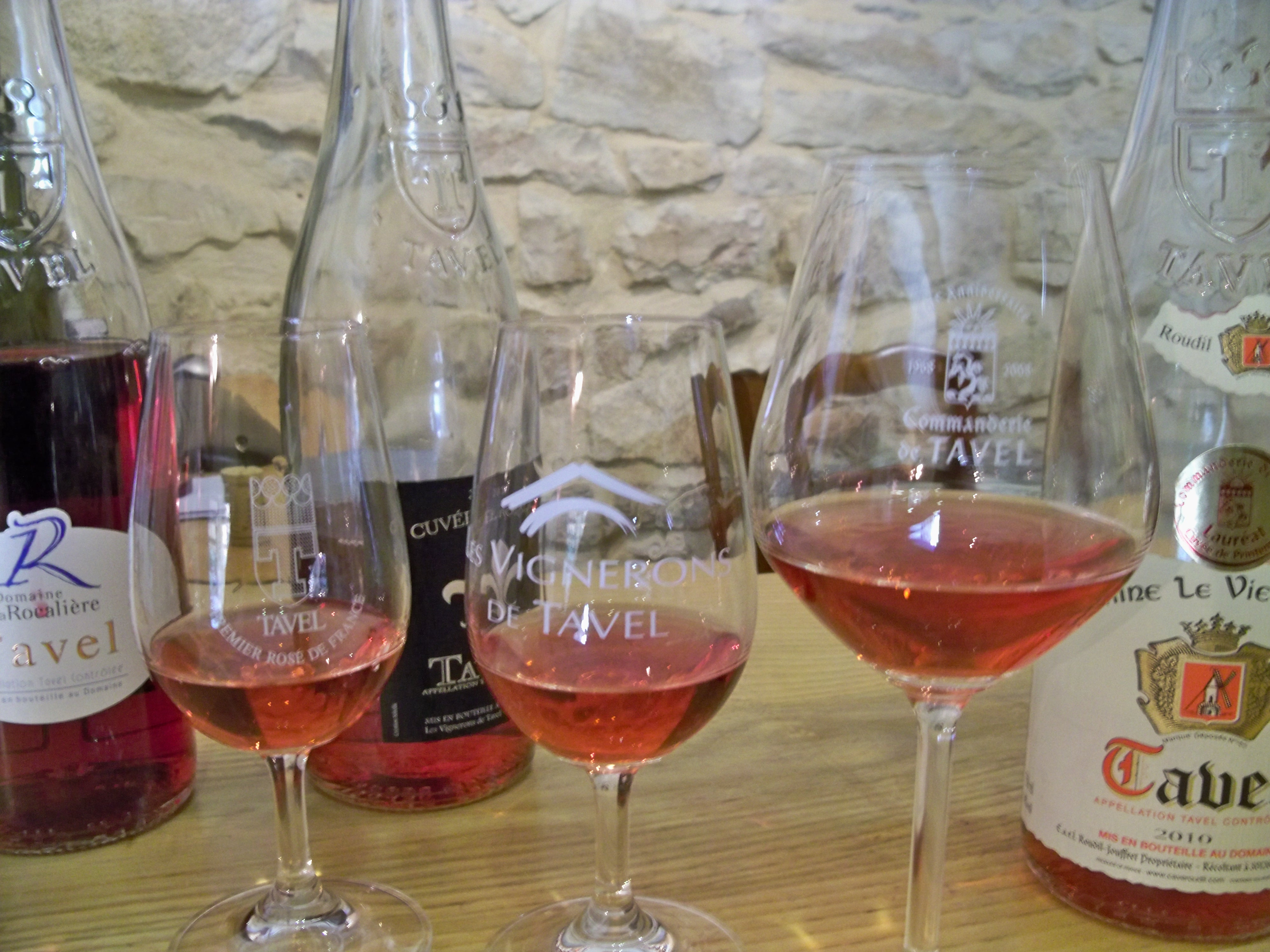
Verres de dégustation de tavel

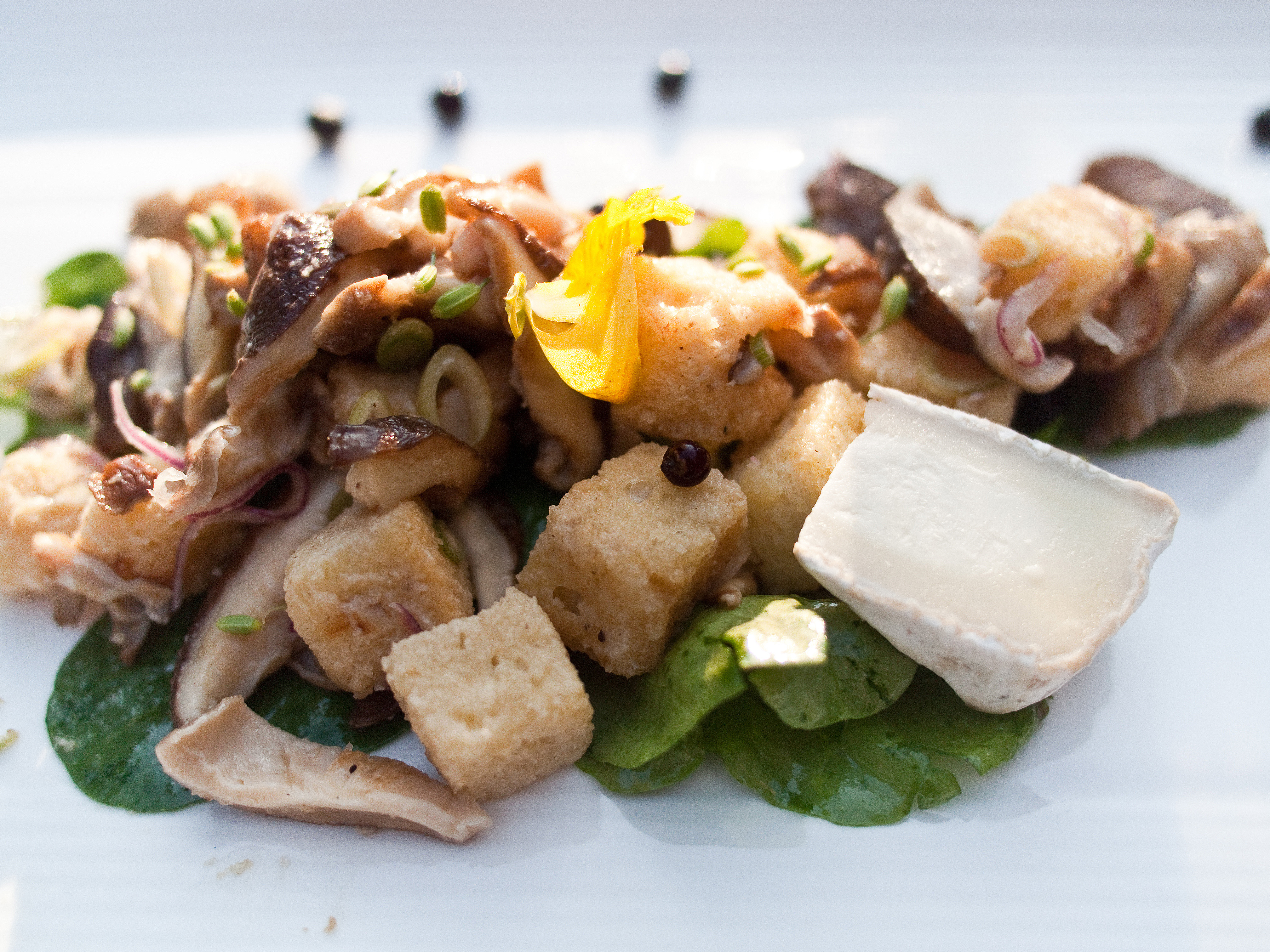
Panzanella, mets à accompagner d'un tavel

Un certain nombre de chefs ont popularisé des mets qu'accompagnent parfaitement le tavel, dont Richard Daulay, de Bordeaux, avec sa gigolette de volaille façon poule au pot, royale de topinambour et truffe, ou son délice de fromage blanc et pamplemousse rose, feuille de chocolat craquant ; Guy Julien, du restaurant la Beaugravière à Mondragon avec son velouté de potiron et truffe ; Alban Mestre, de Genève, avec son tartare de féra du lac Léman aux agrumes et ciboulette sur une gelée de tavel accompagné d'un chutney de groseilles tandis que l'Auberge de Tavel propose un pigeon en jus de vin de Tavel et petits pois au pamplemousse.
À ces recettes de grands chefs, Sylvie Trubert, du caveau Saint-Vincent, ajoute quelques idées d'accompagnement au quotidien dont les toasts de tapenade, les moules à la sétoise, le jambalaya aux crevettes, la soupe au pistou, l'aigo boulido, la salade niçoise, les tielles sétoises, l'anchoïade, le crespeu, la brandade de morue, l'aïoli, la bourride, la bouillabaisse, la daube, l'osso bucco, les pieds paquets, les sushis, les makis, les nems, les tians, les farcis, la ratatouille, la bohémienne, les fromages de chèvre, le clafoutis, la pompe de Noël.

### Structure des exploitations
Dans les années 1930, hors quatre importantes propriétés portant le nom de châteaux, tous les autres vignobles de la commune étaient de faible surface et morcelés. Les 132 déclarations de récoltes de 1936, illustrent cet état de fait :

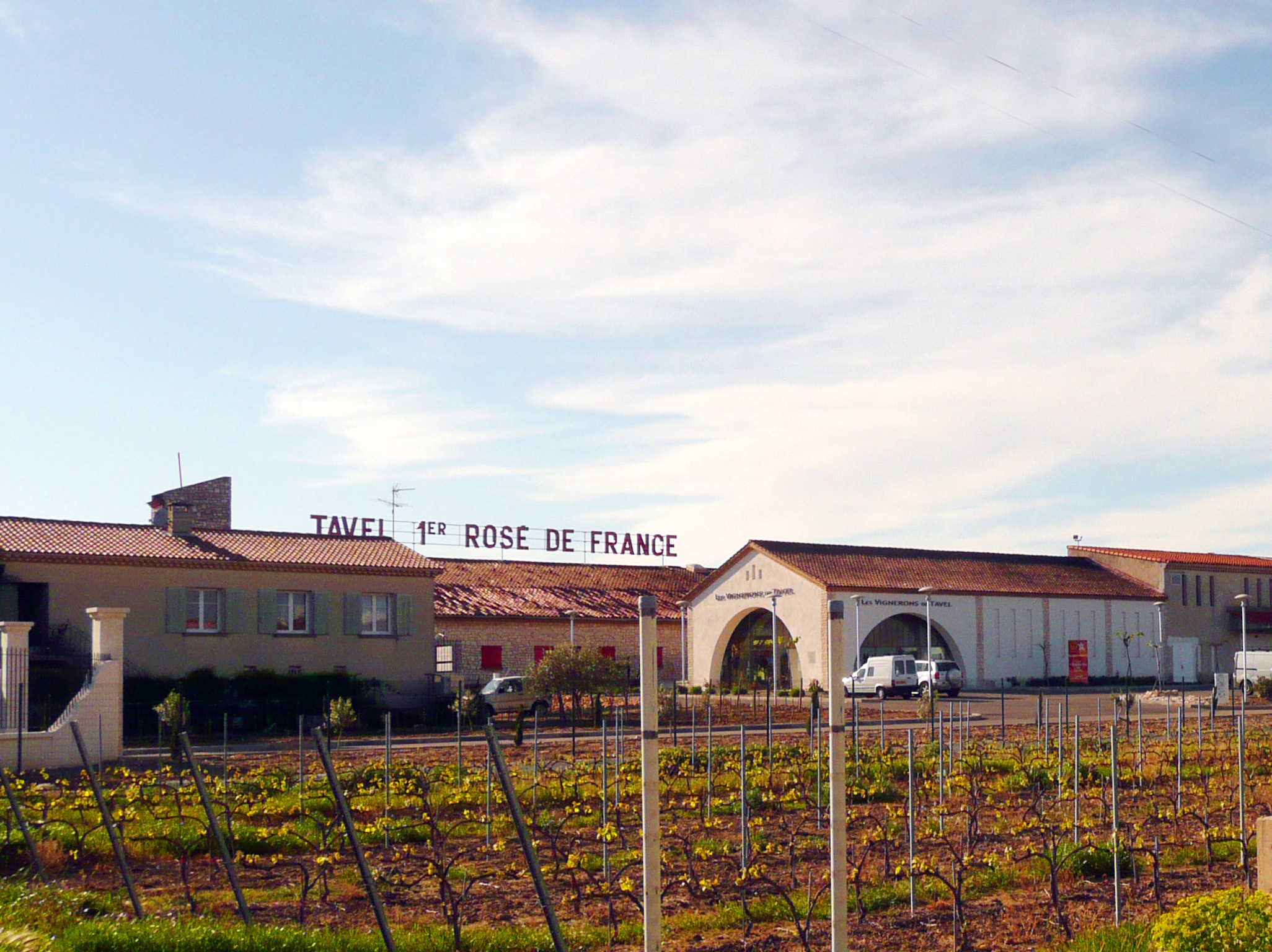
Cave des vignerons de Tavel

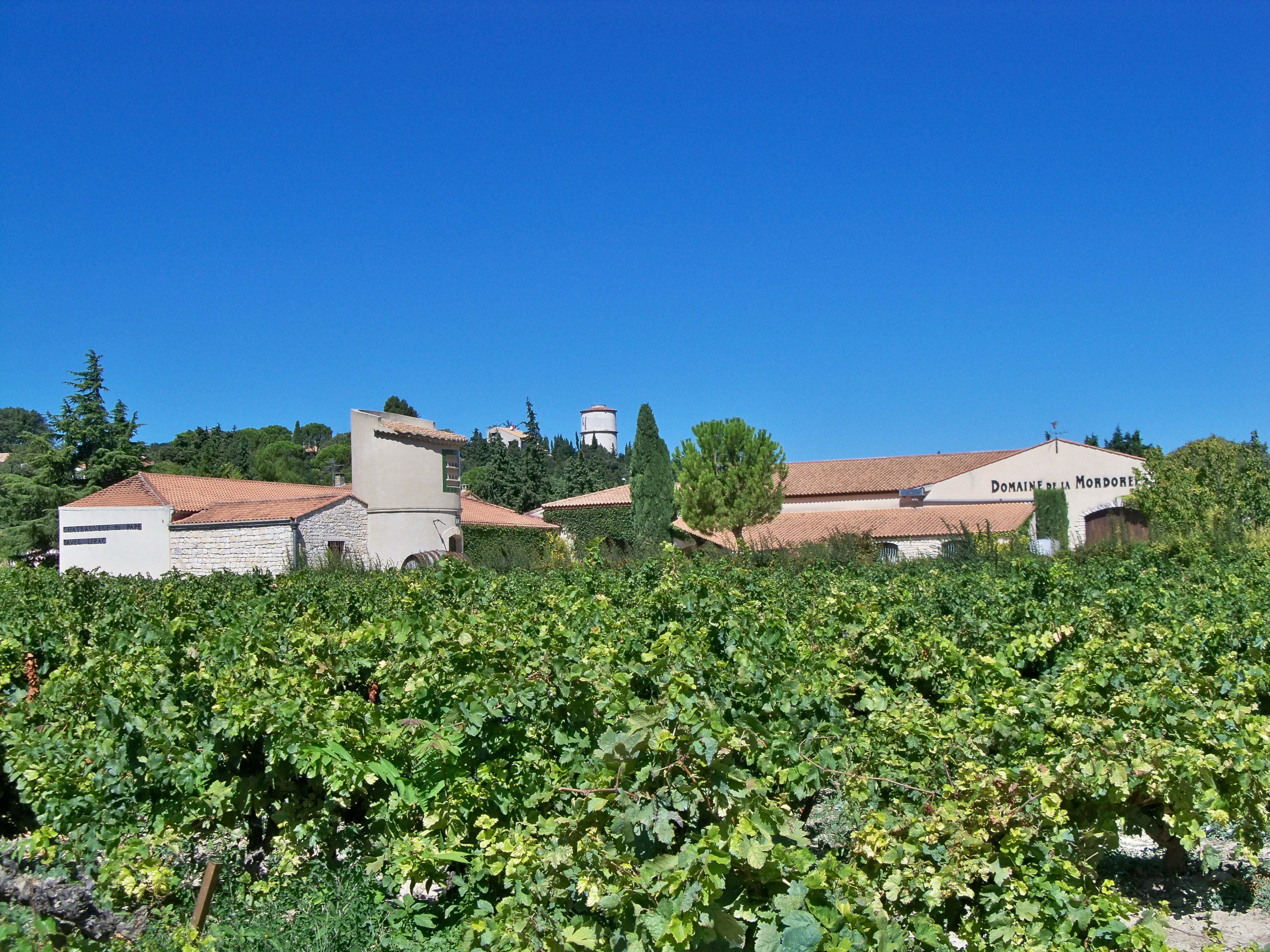
Domaine de la Mondorée

| Déclarants | hectares     |
| 44         | moins de 1   |
| 35         | entre 1 et 2 |
| 17         | entre 2 et 3 |
| 16         | entre 3 et 4 |
| 5          | entre 4 et 5 |
| 4          | entre 5 et 6 |
| 1          | 7            |
| 5          | 8            |
| 4          | 15           |
| 1          | 25           |

### Millésimes (de 1920 à 2009)
Ils correspondent à ceux du vignoble de la vallée du Rhône. Ils sont notés : année exceptionnelle , grande année , bonne année ***, année moyenne **, année médiocre *.
| Caractéristiques | Article de qualité | ***                | ***                | Bon article        | Article de qualité | Bon article        | Bon article        | ***                | Bon article | Bon article        |
| Millésimes 1990 | 1999               | 1998               | 1997               | 1996               | 1995               | 1994               | 1993               | 1992               | 1991        | 1990               |
| Caractéristiques | ***                | ***                | **                 | ***                | Bon article        | **                 | **                 | **                 | ***         | Article de qualité |
| Millésimes 1980 | 1989               | 1988               | 1987               | 1986               | 1985               | 1984               | 1983               | 1982               | 1981        | 1980               |
| Caractéristiques | Article de qualité | Article de qualité | Bon article        | ***                | Article de qualité | **                 | Bon article        | ***                | Bon article | Article de qualité |
| Millésimes 1970 | 1979               | 1978               | 1977               | 1976               | 1975               | 1974               | 1973               | 1972               | 1971        | 1970               |
| Caractéristiques | Bon article        | Article de qualité | Bon article        | **                 | ***                | Bon article        | ***                | **                 | **          | Article de qualité |
| Millésimes 1960 | 1969               | 1968               | 1967               | 1966               | 1965               | 1964               | 1963               | 1962               | 1961        | 1960               |
| Caractéristiques | **                 | *                  | Article de qualité | Article de qualité | ***                | ***                | **                 | **                 | ***         | Article de qualité |
| Millésimes 1950 | 1959               | 1958               | 1957               | 1956               | 1955               | 1954               | 1953               | 1952               | 1951        | 1950               |
| Caractéristiques | Bon article        | Bon article        | Article de qualité | Bon article        | Bon article        | ***                | Bon article        | Article de qualité | **          | Article de qualité |
| Millésimes 1940 | 1949               | 1948               | 1947               | 1946               | 1945               | 1944               | 1943               | 1942               | 1941        | 1940               |
| Caractéristiques | Article de qualité | Article de qualité | Article de qualité | Bon article        | Article de qualité | **                 | Article de qualité | Bon article        | **          | **                 |
| Millésimes 1930 | 1939               | 1938               | 1937               | 1936               | 1935               | 1934               | 1933               | 1932               | 1931        | 1930               |
| Caractéristiques | *                  | Bon article        | Bon article        | ***                | **                 | Article de qualité | Article de qualité | **                 | **          | **                 |
| Millésimes 1920 | 1929               | 1928               | 1927               | 1926               | 1925               | 1924               | 1923               | 1922               | 1921        | 1920               |
| Caractéristiques | Article de qualité | Article de qualité | **                 | Bon article        | **                 | Bon article        | Bon article        | **                 | Bon article | Bon article        |
| Sources : Yves Renouil (sous la direction), Dictionnaire du vin, Éd. Féret et fils, Bordeaux, 1962 ; Alexis Lichine, Encyclopédie des vins et alcools de tous les pays, Éd. Robert Laffont-Bouquins, Paris, 1984, Les millésimes de la vallée du Rhône & Les grands millésimes de la vallée du Rhône |                    |                    |                    |                    |                    |                    |                    |                    |             |                    |

Soit sur 90 ans, 24 années exceptionnelles, 26 grandes années, 16 bonnes années, 22 années moyennes et 2 années médiocres.

### Liste des producteurs (par ordre alphabétique)
- Château d'Aquéria
- Château Correnson
- Domaine de Manissy
- Château de Trinquevedel
- Domaine Amido
- Domaine Beaumont
- Domaine Bel Ange
- Domaine Canto Perdrix
- Domaine des Carabiniers
- Domaine Corne Loup
- Domaine Laurent
- Domaine de Lanzac
- Domaine la Genestrière
- Domaine Lafond
- Domaine Maby
- Domaine le Malaven
- Domaine de la Mordorée
- Domaine Moulin-la-Viguerie
- Domaine des Muretins
- Domaine la Rocalière
- Domaine Roc de l'Olivet
- Domaine de Tourtouil
- Domaines Saint-Ferréol
- Domaine le vieux Moulin
- Domaine Éric Grassone - Li Bestiari
- Le Mas Duclaux
- Les vignerons de Tavel
- Les Vignerons du Castelas
- Prieuré de Montézargues
- Seigneur de Vaucrose

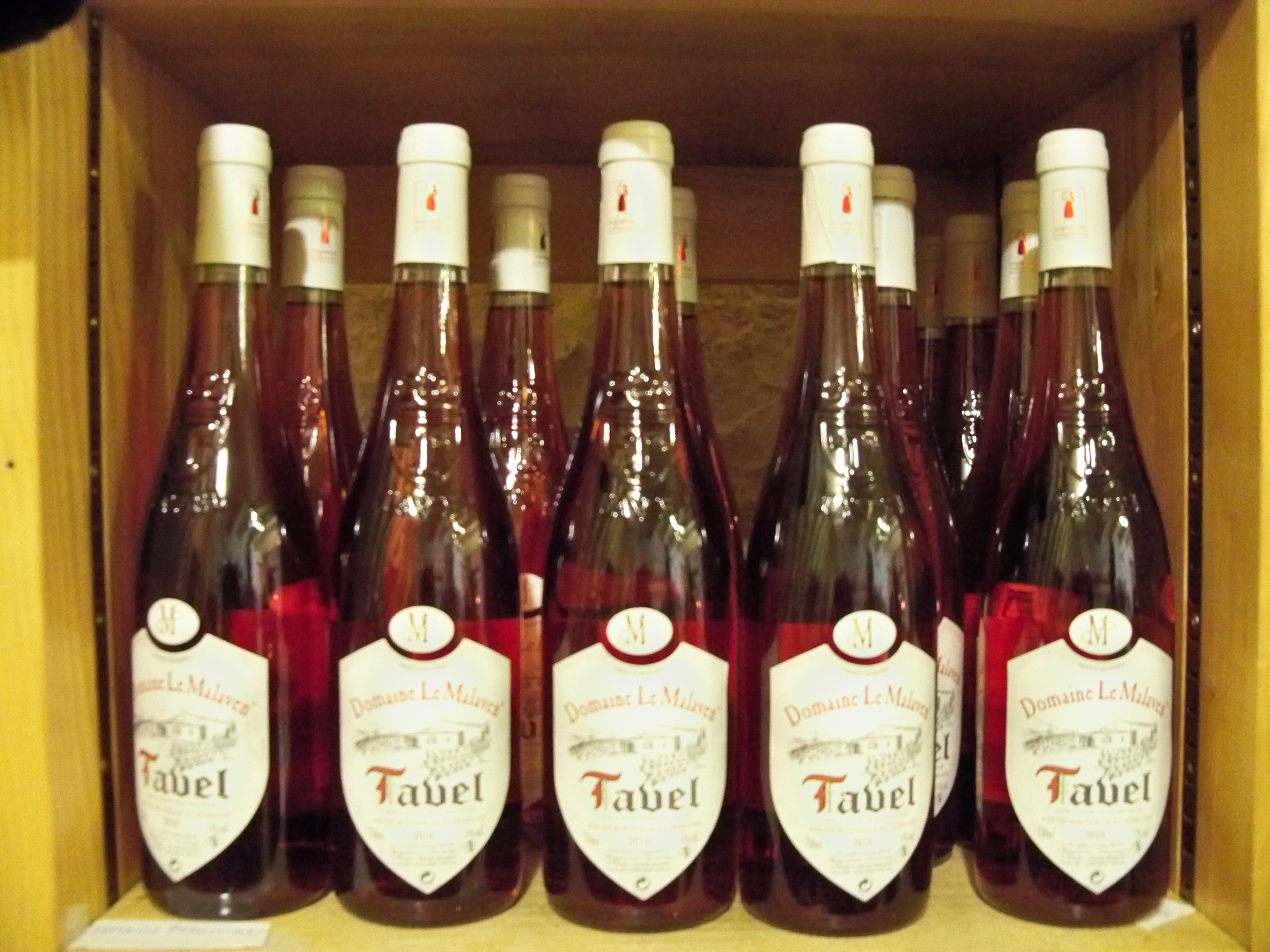
Domaine le Malaven.
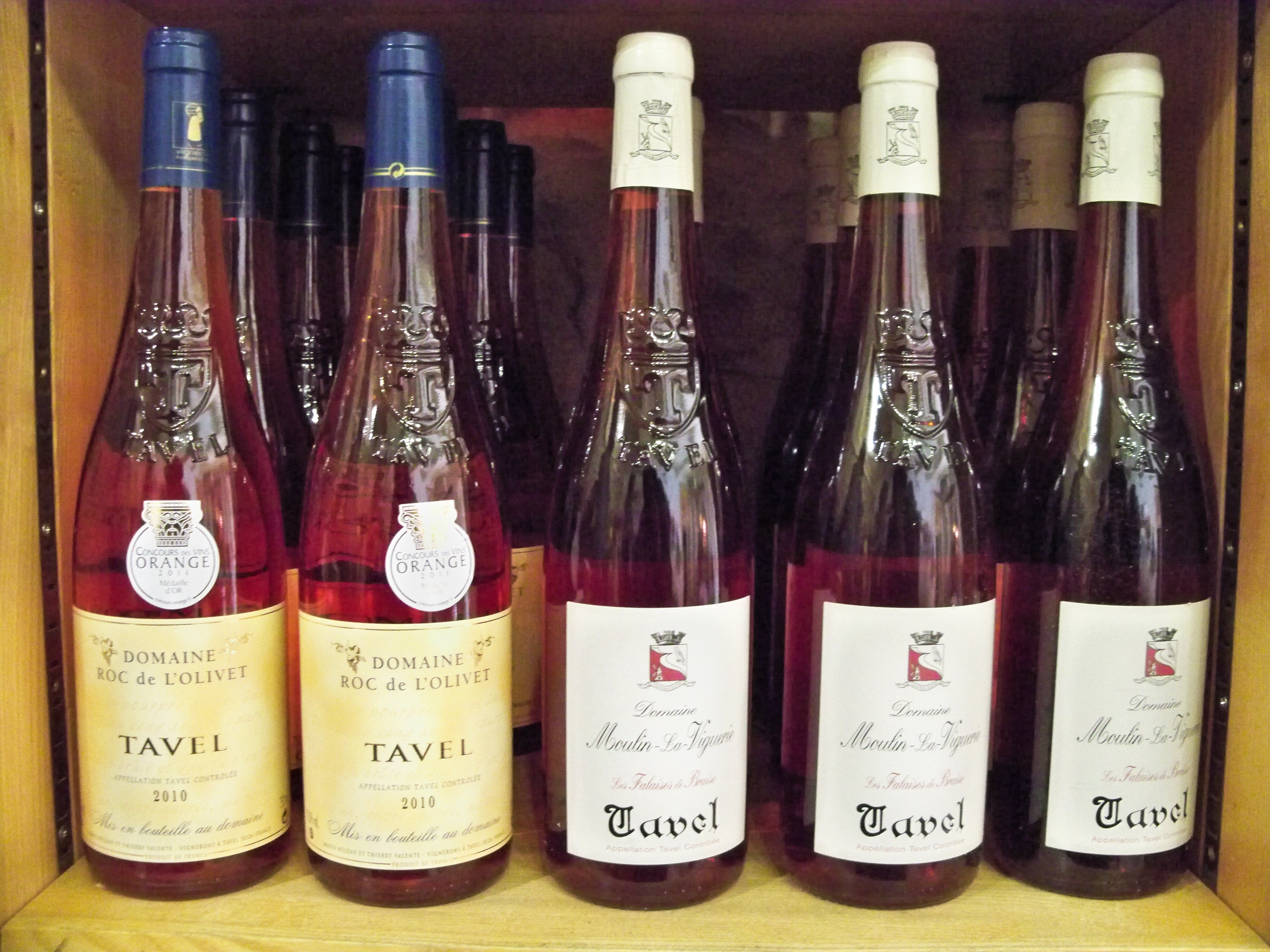
Domaines Roc de l'Olivet et Moulin-la-Viguerie.
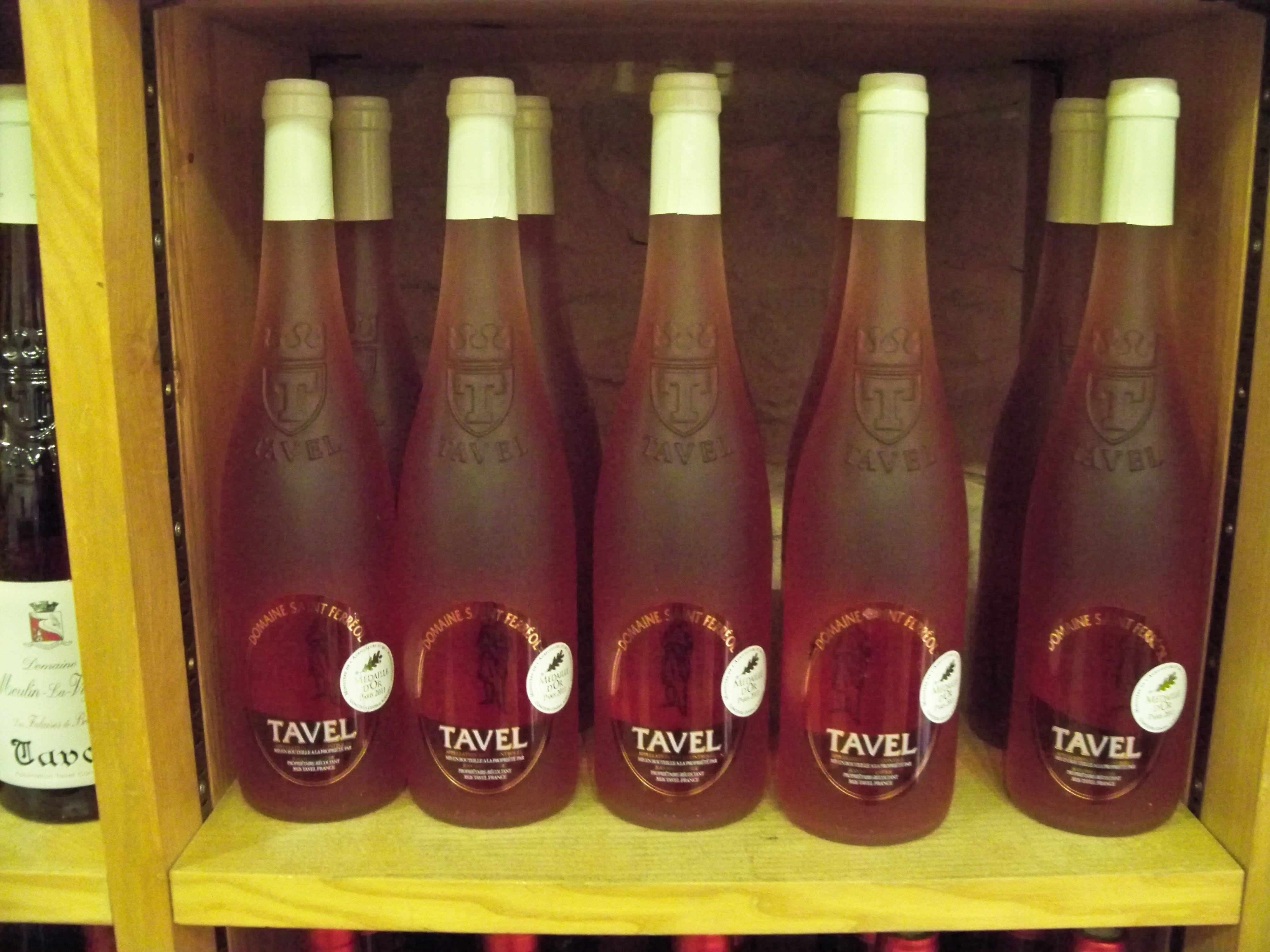
Domaines Saint-Ferréol.
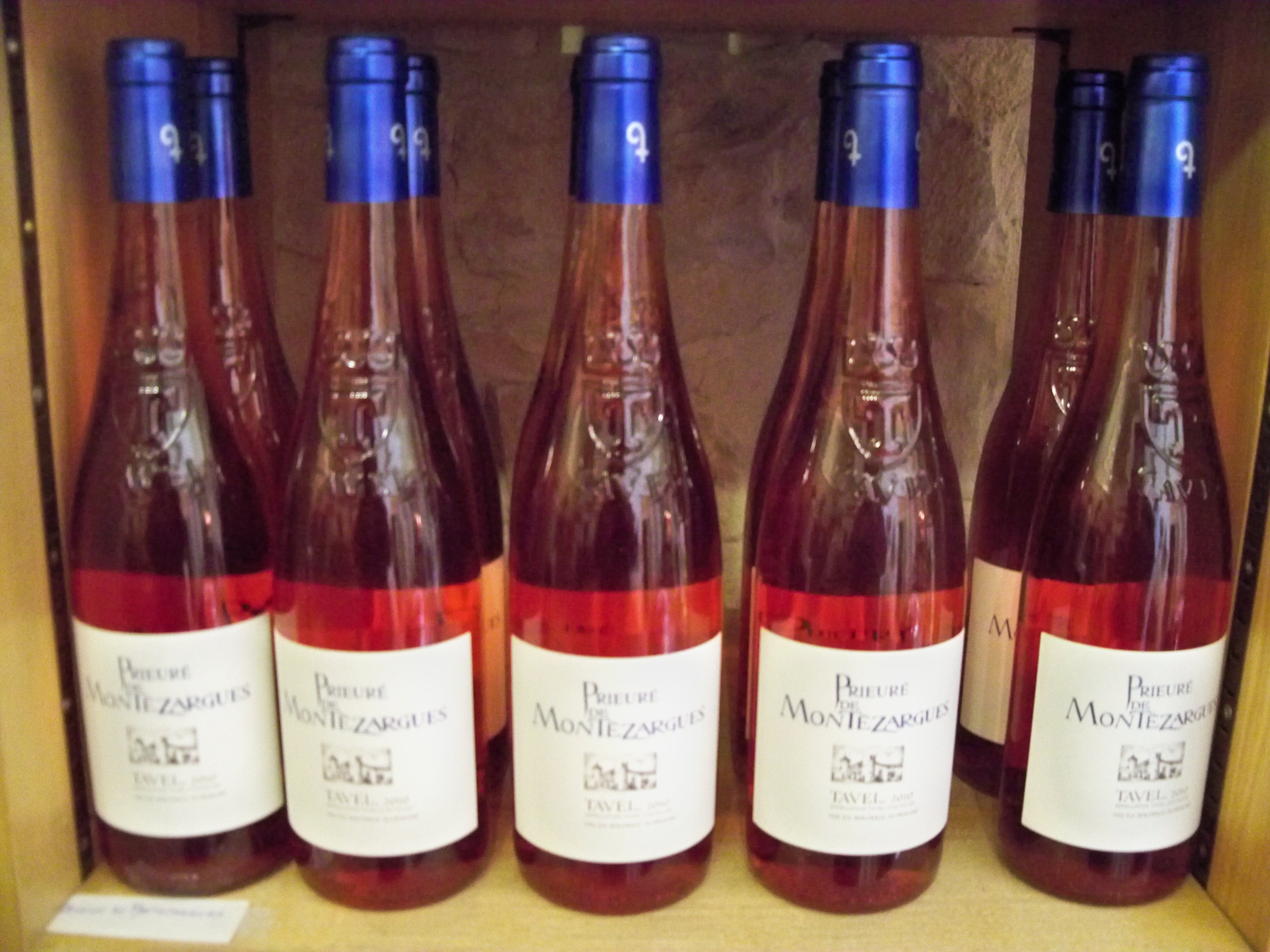
Prieuré de Montézargues.

### Caveau Saint-Vincent

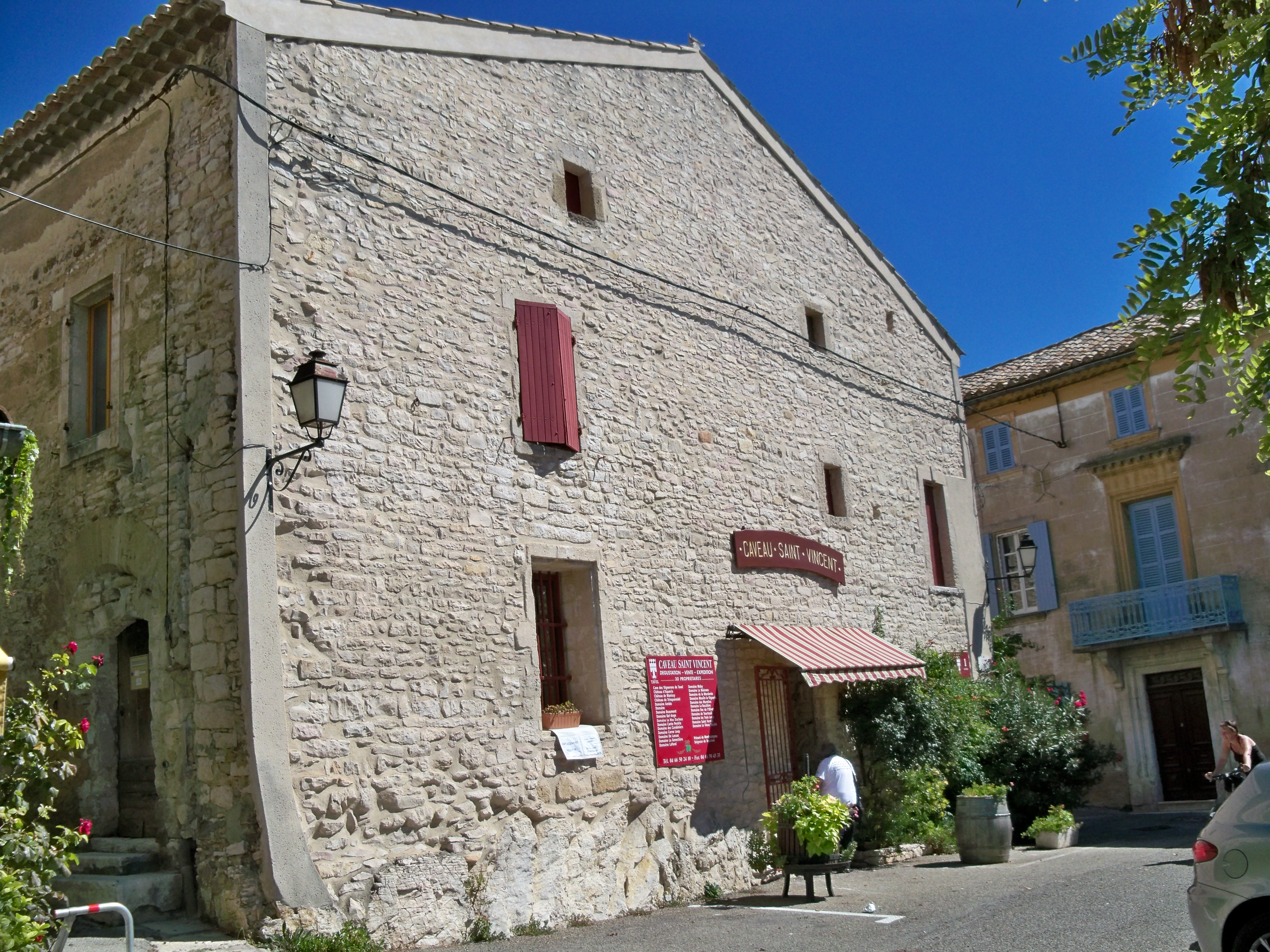
Le caveau Saint-Vincent

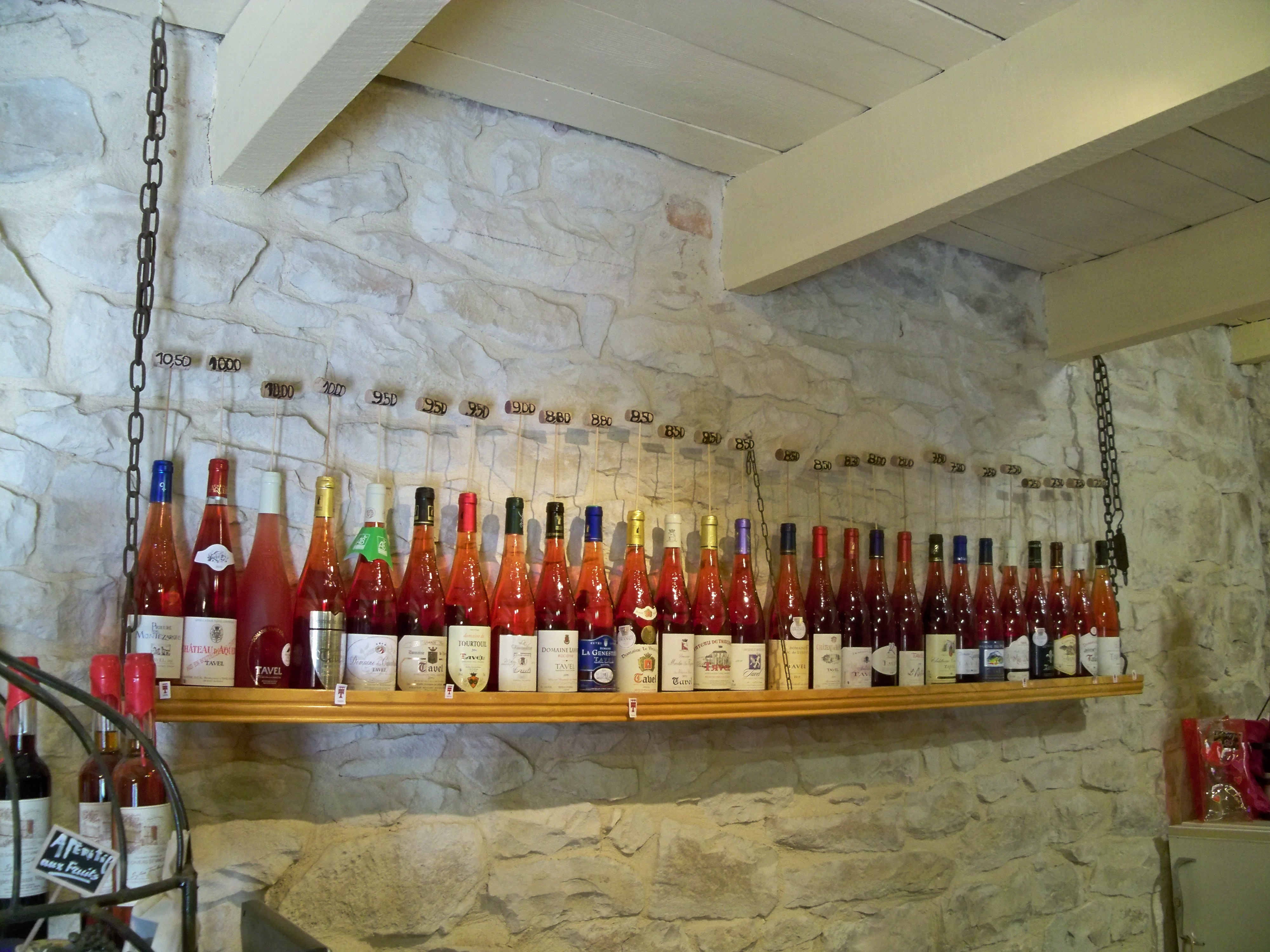
Les tavels du caveau Saint-Vincent

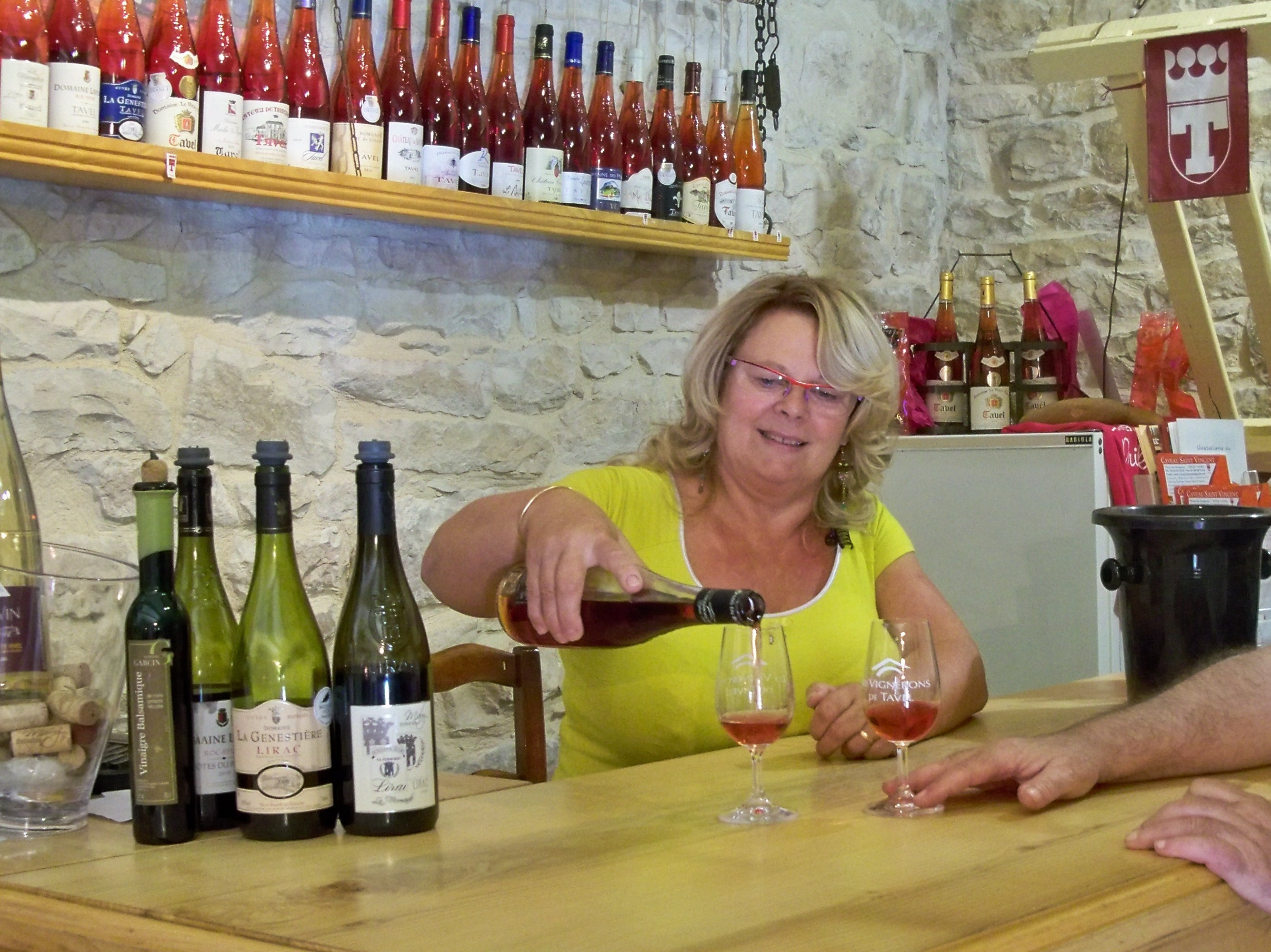
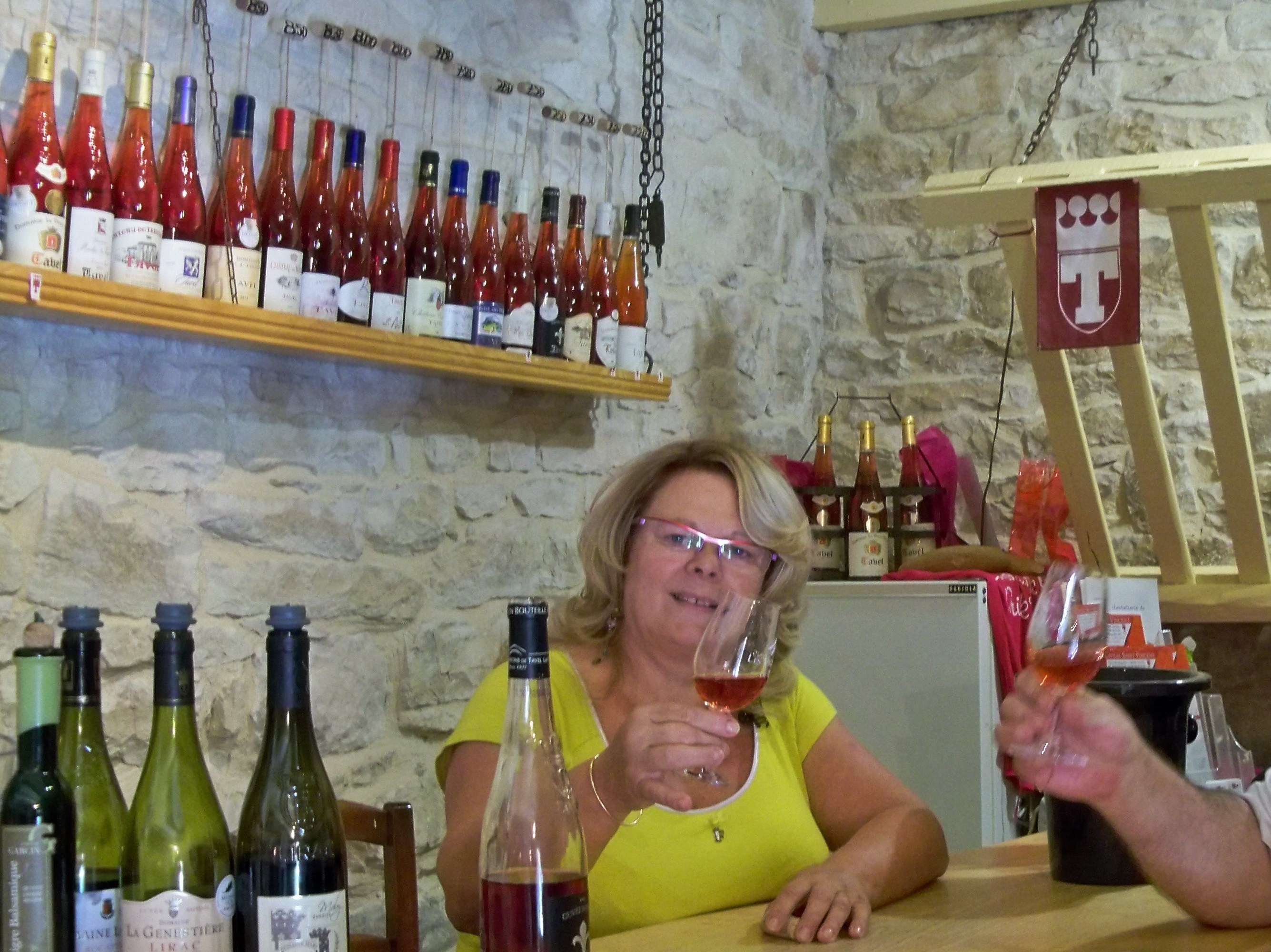
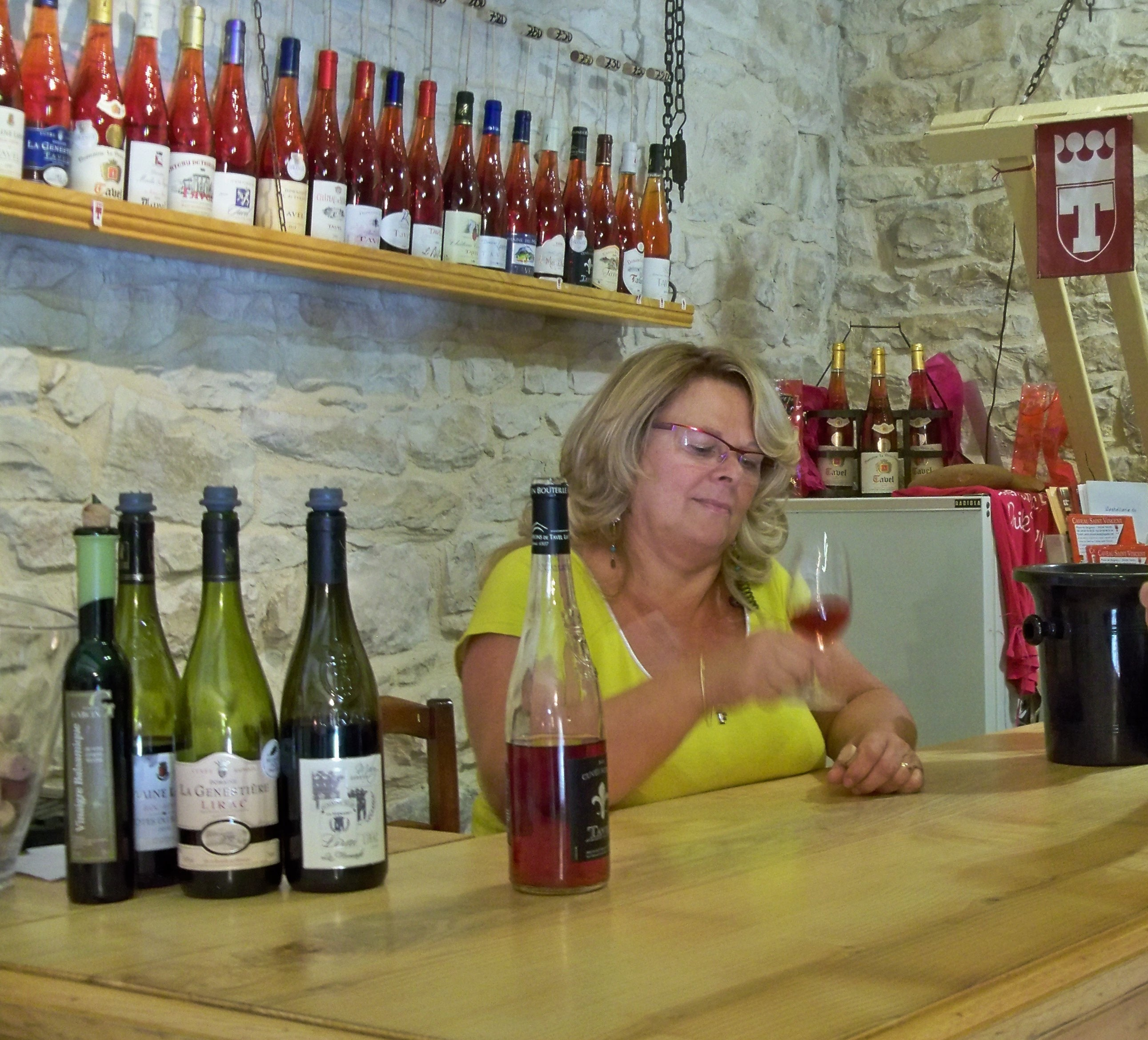
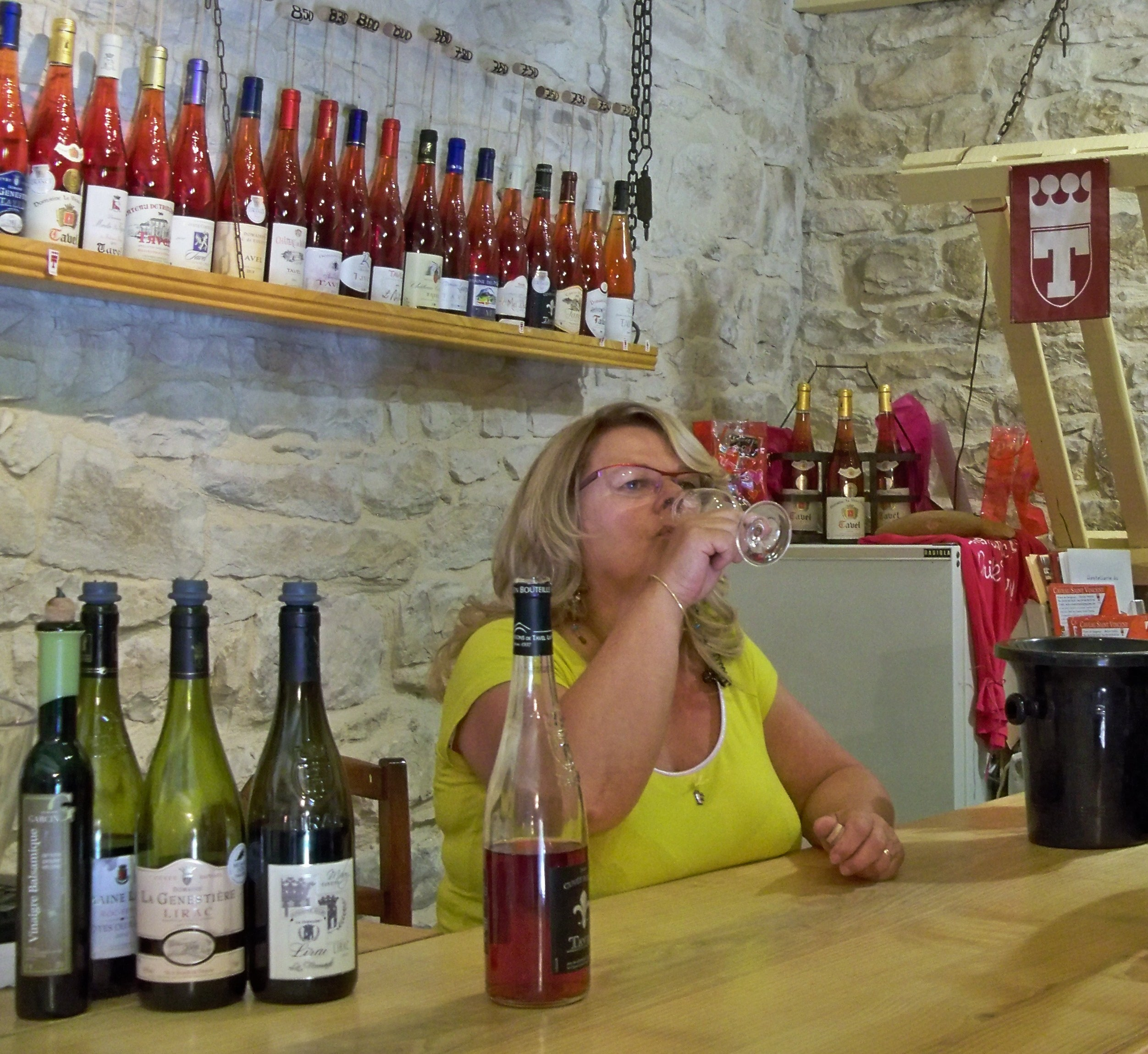

Dans le village, le Caveau Saint-Vincent a été le premier caveau généraliste créé en Côtes du Rhône gardoises en 1987. Sa responsable, Sylvie Tribert, y a regroupé la production des vingt-neuf caves vigneronnes de Tavel et commercialise une soixantaine de vins différents de la gamme des AOC de la vallée du Rhône méridionale dont des lirac, châteauneuf-du-pape, gigondas, vacqueyras, côtes-du-rhône, muscat de Beaumes-de-Venise, cartagène et marc de Tavel. Le caveau organise des dégustations pour groupes et des visites du vignoble. 
Leçon de dégustation au caveau Saint-Vincent par Sylvie Tribert

### Caveaux de dégustation

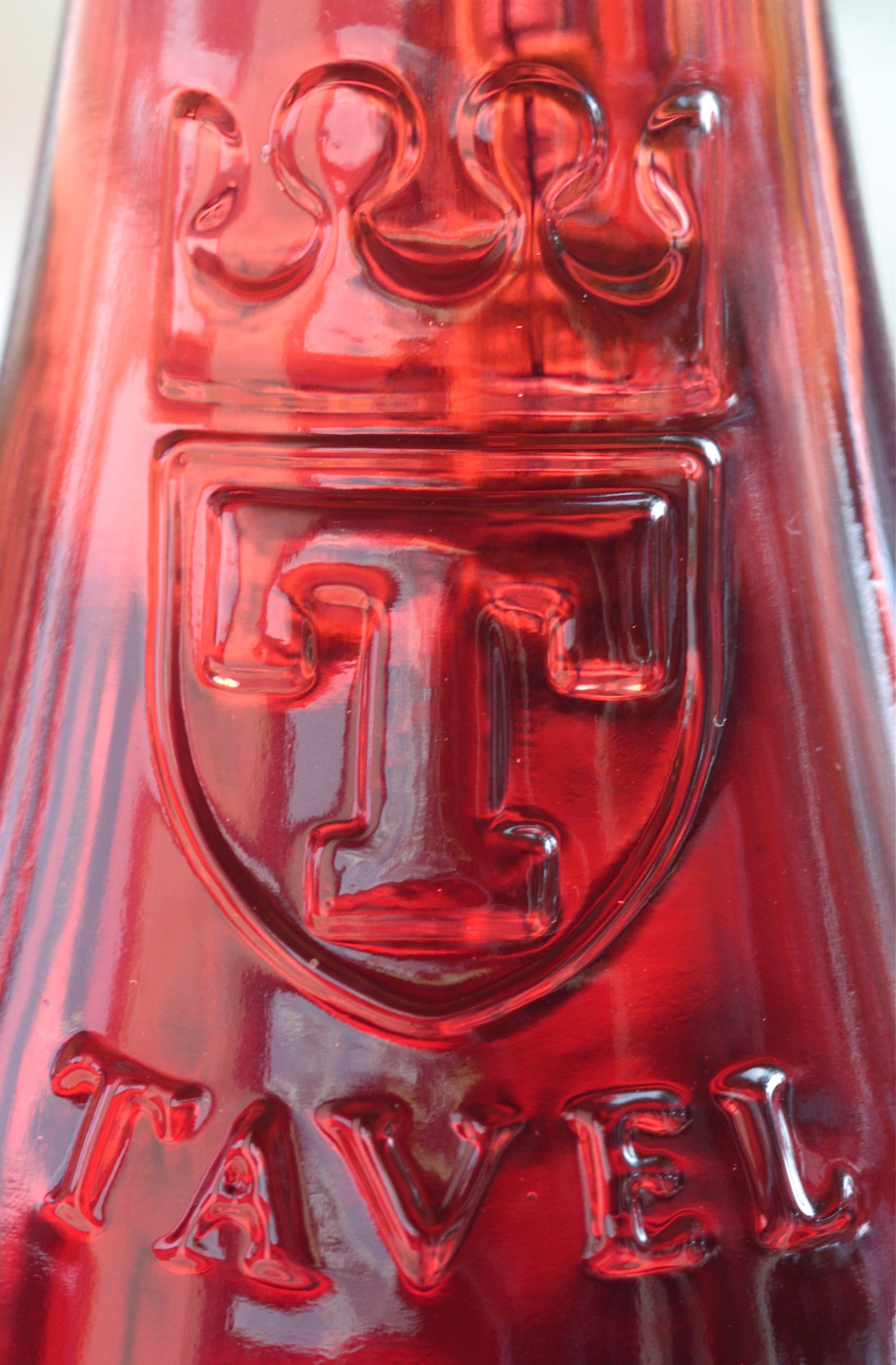
La robe rosée du tavel peut se décliner du saumoné au rose soutenu

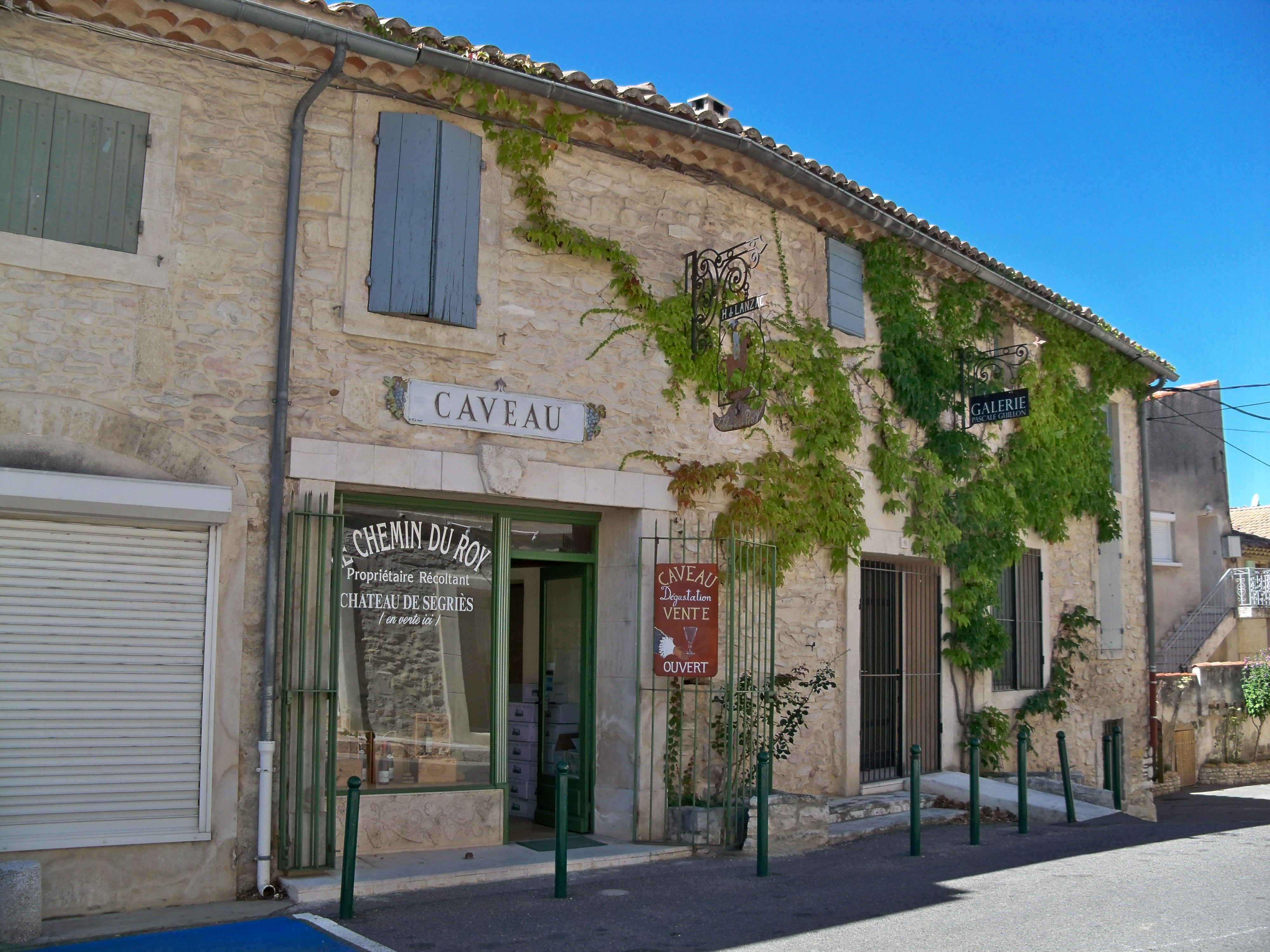
Caveau de dégustation à Tavel

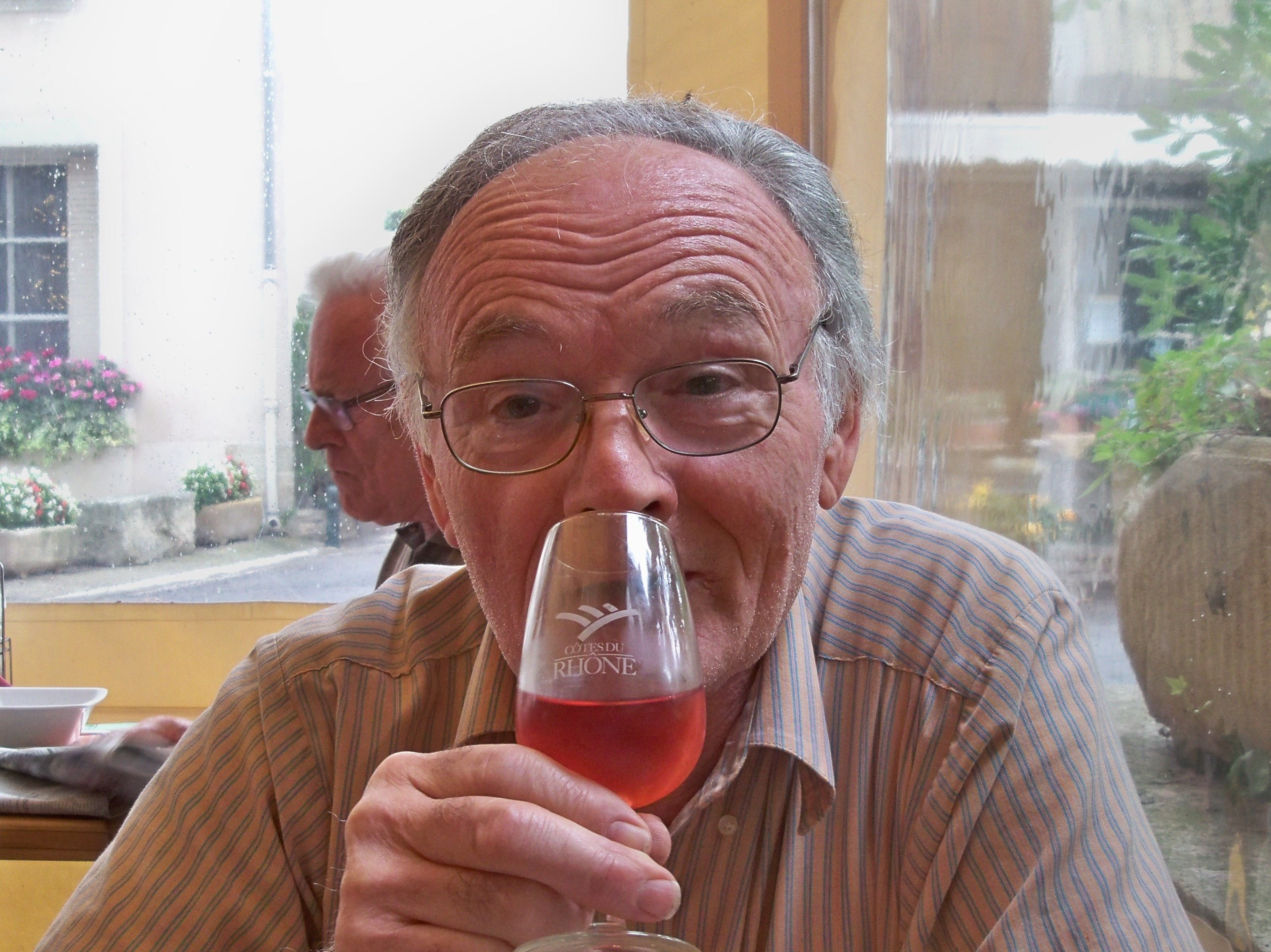
Dégustation d'un AOC Tavel

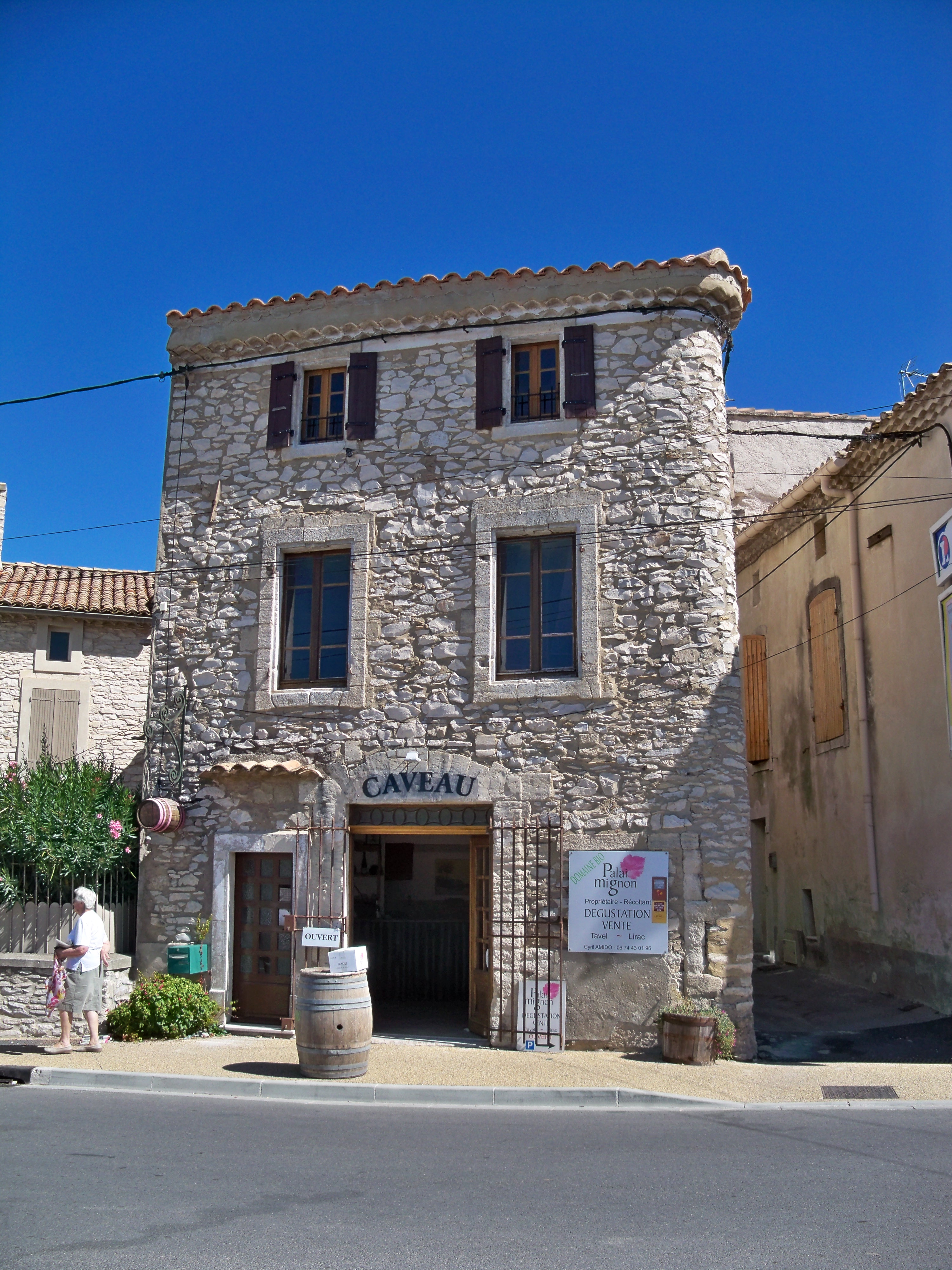
Caveau de dégustation avec accueil de qualité

L'œnotourisme recouvre de nombreuses activités de découverte : dégustation des vins, visite de caves, rencontre avec les propriétaires, découverte des métiers et techniques de la vigne, connaissance des cépages, des terroirs, des appellations, de la gastronomie locale. À cet aspect festif s'ajoutent les activités sportives et de loisirs : promenades et randonnées dans les vignobles.
Pour les touristes, une charte de qualité des caveaux de dégustation a été mise en place dans la vallée du Rhône pour l'ensemble des vignobles par Inter Rhône. Elle propose trois catégories différentes d'accueil en fonction des prestations offertes par les caves.
La première - dite accueil de qualité - définit les conditions de cet accueil. Un panneau à l'entrée doit signaler que celui-ci est adhérent à la charte. Ce qui exige que ses abords soient en parfait état et entretenus et qu'il dispose d'un parking proche. L'intérieur du caveau doit disposer d'un sanitaire et d'un point d'eau, les visiteurs peuvent s'asseoir et ils ont de plus l'assurance que locaux et ensemble du matériel utilisé sont d'une propreté irréprochable (sols, table de dégustation, crachoirs, verres).
L'achat de vin à l'issue de la dégustation n'est jamais obligatoire. Celle-ci s'est faite dans des verres de qualité (minimum INAO). Les vins ont été servis à température idéale et les enfants se sont vu proposer des jus de fruits ou des jus de raisin. Outre l'affichage de ses horaires et des permanences, le caveau dispose de fiches techniques sur les vins, affiche les prix et offre des brochures touristiques sur l'appellation.
La seconde - dite accueil de service - précise que le caveau est ouvert cinq jours sur sept toute l'année et six jours sur sept de juin à septembre. La dégustation se fait dans des verres cristallins voire en cristal. Accessible aux personnes à mobilité réduite, il est chauffé l'hiver et frais l'été, de plus il dispose d'un éclairage satisfaisant (néons interdits). Sa décoration est en relation avec la vigne et le vin, une carte de l'appellation est affichée. Il dispose d'un site internet et fournit à sa clientèle des informations sur la gastronomie et les produits agroalimentaires locaux, les lieux touristiques et les autres caveaux adhérant à la charte. Des plus les fiches techniques sur les vins proposés sont disponibles en anglais.
La troisième - dite accueil d'excellence - propose d'autres services dont la mise en relation avec d'autres caveaux, la réservation de restaurants ou d'hébergements. Le caveau assure l'expédition en France pour un minimum de vingt-quatre bouteilles. Il dispose d'un site Internet en version anglaise et le personnel d'accueil parle au moins l'anglais.

### Commercialisation
L'AOC tavel est commercialisée à 68 % sur le territoire français et exporté à 38 %. 
| Les différents secteurs de commercialisation de l'AOC Tavel en France | Les différents secteurs de commercialisation de l'AOC Tavel en France |
| --------------------------------------------------------------------- | --------------------------------------------------------------------- |
| Catégorie                                                             | % en volume                                                           |
| GMS (grandes et moyennes surfaces)                                    | 50 %                                                                  |
| Vente directe (foires et caveaux)                                     | 29 %                                                                  |
| CHR (cafés, hôtels, restaurants)                                      | 11 %                                                                  |
| Grossistes et négociants                                              | 8 %                                                                   |
| VPC (vente par correspondance)                                        | 2 %                                                                   |

Pour l'exportation les principaux pays sont :
| Pays                                       | % en volume | % en valeur |
| Belgique                                   | 22          | 00,0        |
| Allemagne                                  | 16          | 00,0        |
| États-Unis                                 | 16          | 00,0        |
| Pays scandinaves ( Danemark Suède Norvège) | 14          | 00,0        |
| Royaume-Uni                                | 10          | 00,0        |
| Pays-Bas                                   | 7           | 00,0        |
| Japon                                      | 1           | 00,0        |
| Luxembourg                                 | 1           | 00,0        |

## La rose de Tavel
Une rose a été baptisée rose de Tavel. Elle est devenue la « véritable ambassadrice du premier rosé de France. Cette rose sert en effet d'outil de communication pour les vins de l'appellation et pour la commune de Tavel ».

## Commanderie de Tavel

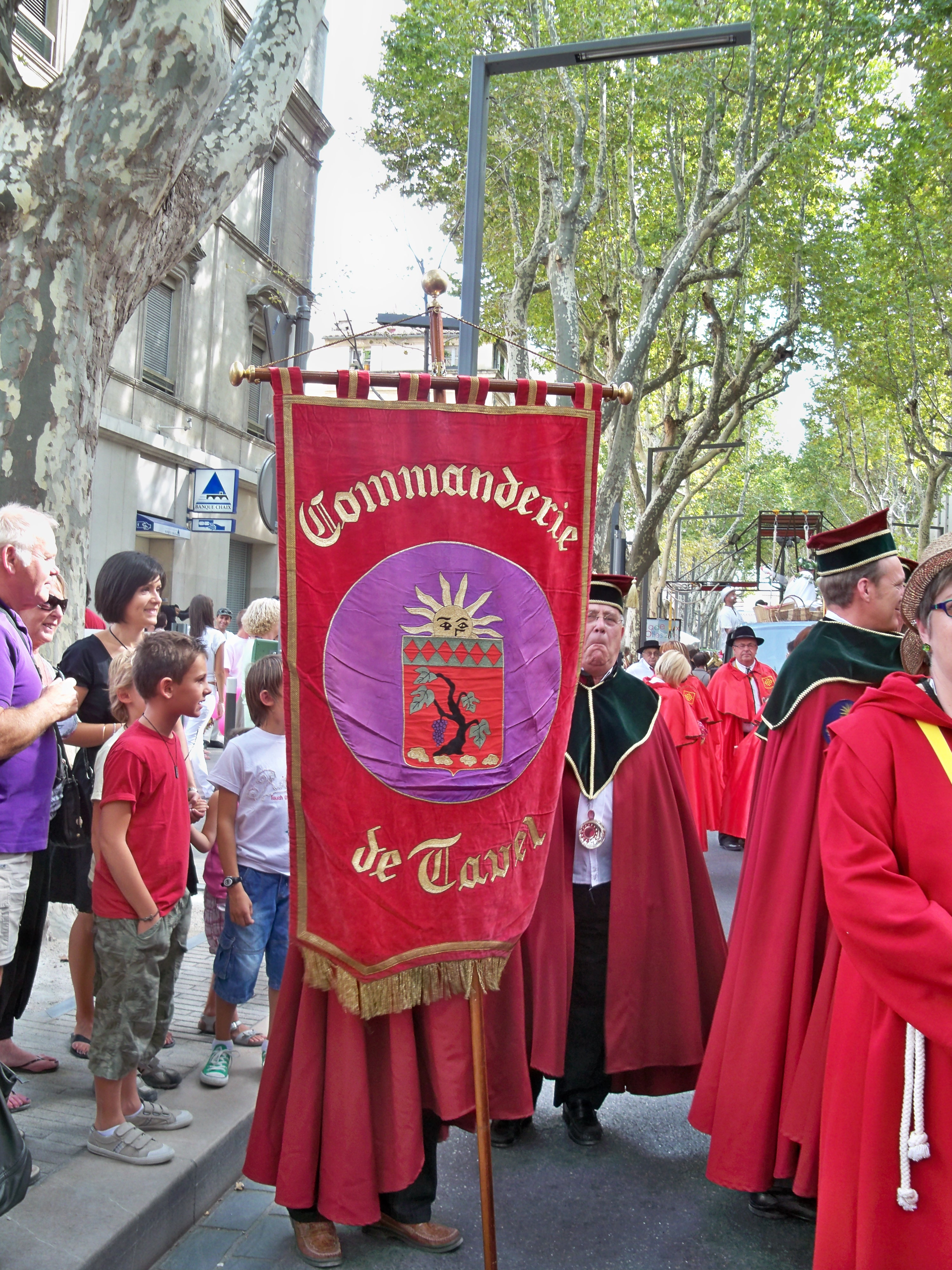
Commanderie de Tavel

Créée le 21 mai 1968, cette association loi de 1901, la Commanderie de Tavel, maintient son but' "défendre la cause du vin de promouvoir sa consommation dans les conditions idéales de dégustation et d'appréciation et plus particulièrement en ce qui concerne les crus des vignobles de TAVEL". Avec toute sa passion, elle porte haut la bannière du Premier Rosé de France, elle contribue au rayonnement de son appellation AOP à travers le monde.
Elle se compose de Chevaliers qui tous doivent être dégustateur diplômé. La confrérie se compose en 2014 de quarante-cinq chevaliers. Dans deux précieux livres d'or, sont marquées à jamais, les signatures d'illustres personnalités  et de deux mille membres d'honneurs en France qu'à l'étranger (Belgique, Suède, États-Unis). L'obtention du titre de chevalier n'est en rien honorifique puisque chaque impétrant doit justifier de six semaines de stage à l'école de dégustation de Tavel et prêter serment à la cause du Tavel et s'engager à porter haut et fort la couleur unique de ce vin Rosé.
La Commanderie de Tavel a évolué avec le XXIe siècle, son équipe dirigeante mène avec toujours autant de passion cette confrérie, a mis au gout Rosé son école de dégustation, mariant vin et gastronomie, elle apporte dans le tissu associatif de son village toute la tradition au sein de ce patrimoine ancestral.
En 1999, elle crée un concours des vins de Tavel, les producteurs qui le souhaitent présentent le millésime naissant. Un challenge " Cuvée du Printemps" qui se distingue au fil du temps, 200 élèves de l'école de dégustation élisent l'heureux vainqueur du millésime, convivialité et amitié se marient avec bonheur autour de ce vin fédérateur.
Son chapitre annuel marque la fête du Tavel, au printemps la Commanderie de Tavel intronise chevaliers et membres d'honneurs dans une cave de producteurs, cet officiel et joyeux cérémonial contribue à marquer son but, porter haut le vin de Tavel.
Un dîner de gala finalise cette manifestation annuelle, diner de prestige concocté par de grands chefs maitres ouvrier de France dans la salle des fêtes de Tavel.
C'est la seule confrérie qui se distingue pour avoir une reine en cape blanche, elle offre le tastevin aux membres d'honneurs et l'habit aux chevaliers lors des  différents chapitres. La reine ouvre le défilé à côté de la bannière, défiles bacchiques que suivent les chevaliers en habit apparat, cape rouge et surplis vert, chapeauté d'un couvre chef aux couleurs de la vigne. Tout au long de l'année, ils portent fièrement "la gloire au vin de Tavel"
"Tavel, prince des vins du Languedoc,
"Tavel du Rhône à la gironde,
Et de la Bourgogne au Médoc,
Est il un gourmet qui confondu?"
(extrait de la Ballade de monsieur Jean de Serviére au Président Nardin).  